# Білорусь
Білору́сь (біл. Беларусь, Biełaruś, рос. Беларусь), офіційна назва Респу́бліка Білору́сь (біл. Рэспубліка Беларусь, Respublika Biełaruś, рос. Республика Беларусь) — держава у Східній Європі без виходу до моря, що межує з Україною на півдні, Польщею на заході, Литвою та Латвією на півночі, а також РФ на півночі та сході. Столиця та найбільше місто — Мінськ. Понад 40% країни площею 207 600 км² покриті лісами. Основними галузями її економіки є сфера послуг і виробництво. Грошова одиниця — білоруський рубль. До XX століття різні держави в різний час контролювали землі сучасної Білорусі, включаючи Полоцьке князівство (XI—XIV ст.), Велике князівство Литовське, Річ Посполиту та Російську імперію.
Після Російської революції 1917 року різні держави конкурували за легітимність під час громадянської війни. Врешті-решт у 1918 році постала Білоруська Народна Республіка (БНР). Проте, в результаті територіальної експансії з боку РРФСР, БНР була окупована більшовиками. Згодом, була утворена Білоруська Радянська Соціалістична Республіка (БРСР), яка стала союзною республікою Радянського Союзу в 1922 році. Білорусь втратила майже половину своєї території Польщі після польсько-радянської війни (1919—1921). Значна частина кордонів Білорусі набула свого сучасного вигляду у 1939 році, коли частина земель Польської республіки були реінтегровані до її складу внаслідок радянського вторгнення до Польщі та були доопрацьовані після Другої світової війни. Під час Другої світової війни військові дії спустошили Білорусь, яка втратила близько чверті її населення та половину своїх економічних ресурсів. У післявоєнні роки республіку реформували. У 1945 році Білоруська РСР стала членом-засновником ООН разом із Радянським Союзом та Українською РСР. Парламент країни оголосив державний суверенітет 27 липня 1990, а під час розпаду Радянського Союзу, Білорусь проголосила незалежність 25 серпня 1991 року. У 2000, Білорусь і Росія підписали договір про співпрацю, утворивши так звану Союзну державу.
Олександр Лукашенко обіймає посаду президента країни з 1994 року. Західні журналісти часто називають Білорусь «останньою диктатурою Європи» завдяки самоописаному авторитарному стилю правління Лукашенка. Лукашенко продовжив низку політик радянських часів, зокрема державну власність великої частини економіки. Вибори за правління Лукашенка піддаються широкій критиці як несправедливі; і на думку багатьох країн та міжнародних організацій, політична опозиція в країні була жорстоко придушена. Білорусь також є єдиною країною в Європі, яка офіційно застосовує смертну кару. Рейтинг Білорусі в індексі демократії є найнижчим у Європі, а сама країна позначена, як «не вільна» організацією Freedom House; «репресованою» в Індексі економічної свободи 2013—2014 років, та оцінена Індексом свободи преси, опублікованим Репортерами без кордонів, як найгірша країна за рівнем свободи преси в Європі, займаючи 157 місце серед 180 країн.
Понад 70 % з 9,49 мільйона населення країни проживає у містах. Понад 80 % населення є етнічними білорусами, зі значними меншинами росіян, поляків та українців. З часу референдуму 1995 року в країні існують дві офіційні мови: білоруська та російська. Конституція Білорусі не декларує жодної офіційної релігії, хоча основною релігією в країні є східне православне християнство. Друга за поширеністю релігія, римо-католицизм, має набагато меншу кількість послідовників; щоправда, Білорусь святкує і православну, і католицьку версію Різдва та Пасхи як національні свята. Білорусь є членом Організації Об'єднаних Націй з моменту її заснування, Співдружності Незалежних Держав, Організації Договору про Колективну Безпеку, Євразійського економічного союзу та Руху неприєднання. Білорусь не виявила жодних прагнень до вступу до Європейського Союзу, та, з усім тим, підтримує двосторонні відносини з Союзом, а також бере участь у двох його проєктах: Східному партнерстві та Бакинській ініціативі.

## Походження назви
Щодо назви сучасної Білорусі, термін «Біла Русь» вперше зафіксовано в XIII столітті та вживався для позначення північних земель тогочасної Русі[джерело?]. Походження терміна остаточно не встановлено. Термін «Біла Русь» у писемних джерелах згадується польським хроністом XIV ст., канцлером коронним — Янком із Чарнкова у «Хроніці (що немає ні початку ні кінця у період із 1370—1384)».
З XIX століття термін «Белоруссия» стає широко вживаним для позначення земель, які відносяться до сучасних білоруських регіонів і витісняє відвічну назву «Литва». Зроблено це будо задля того, щоб литвини, тобто мешканці територій Литви у вузькому сенсі (етнічні білоруські землі з нині литовськими містами Вільно та Ковно) втратили свою культуру та мову, а натомість перейшли на російську мову, а згодом і повністю русифікувалися. За часи з 1794 по 1864 роки на теренах сучасної Білорусі було три повстання за відродження Литви (стародавньої білоруської держави, яка була окупована Росією в результаті третього розподілу Речі Посполитої у 1795 році) та Речі Посполитої. Тому, аби забезпечити територіальну цілісність Російської Імперії, царський уряд із часу першого розподілу Речі Посполитої почав русифікувати литовські землі та нав'язувати свою назву «Біла Русь». Хоча все одно довгий час литвини не називали себе білорусами, продовжуючи називатися старожитньою назвою «литвини».
Починаючи з XIX ст. — загальноприйнята назва всіх територій, які тодішня царська етнографія відносила до білоруських, а також — у формі Білорусь — національна самоназва, прийнята ідеологами білоруського національного руху в 1890-х роках.

## Географія

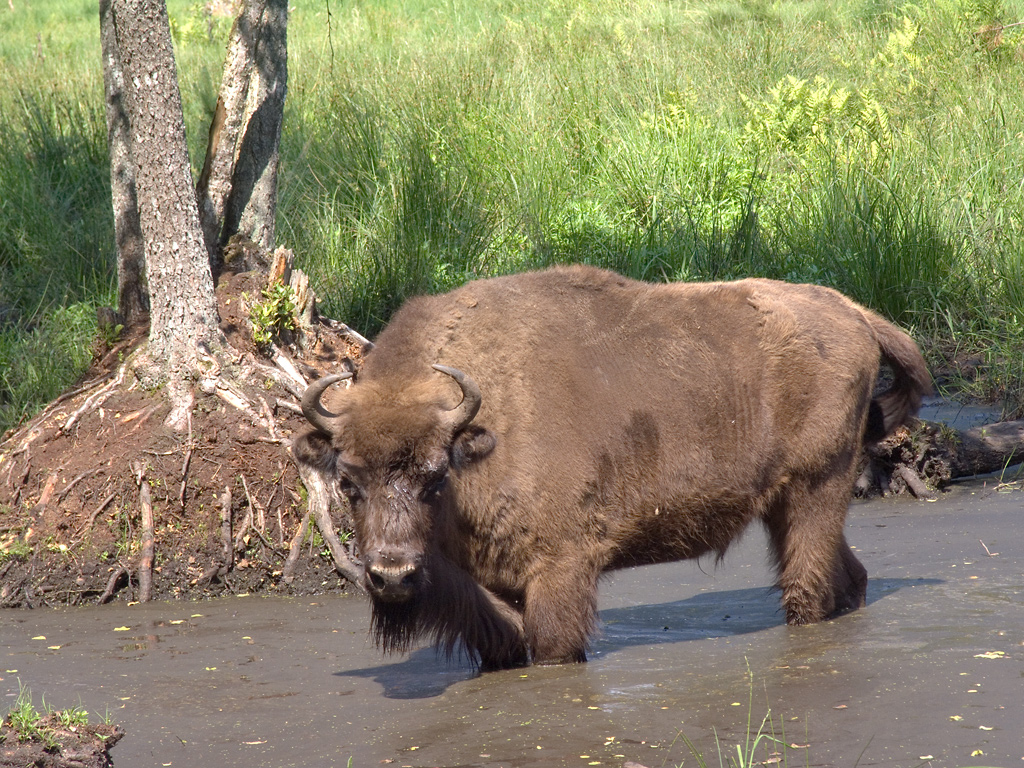
Європейський зубр

### Розташування
Держава розташована в Центрально-Східній Європі, територія країни простягається з півночі на південь на 545 км, а з заходу на схід — на 620 км. На півночі межує з Литвою (спільний кордон — 502 км), Латвією (141 км); на сході — з Росією (959 км); на півдні — з Україною (975 км); на заході — з Польщею (605 км).

### Геологія
Територія Білорусі розташована в західній частині Східноєвропейської платформи. У центральній і західній частині Білорусі розташована Білоруська антекліза зі глибиною залягання фундаменту до 100 м. Від центральної частини масиву відходять заглиблені структури — Мазурський, Вілейський, Бобруйський, Івацевський виступи. На півдні антекліза обмежена скидом, південніше якого розташована Брестська западина, що переходить на території Польщі в Підляську западину. Південну частину Білорусі займають Прип'ятський прогин, північна частина Українського щита, Поліська, Жлобінська сідловини, Брагінсько-Лоївська сідловина, частина Дніпровсько-Донецької западини. У північно-східній частині Білорусі та суміжних районах РФ виділені Оршанська западина (глибина залягання фундаменту 1400—1600 м), що складається з Вітебської та Могильовської мульд, розмежованих Центральнооршанським горстом. Від Могильовської мульди до Білоруської антеклізи простягається Червенський підземний виступ. Кристалічний фундамент складений архейськими (неманська, околовська серії), нижньопротерозойськими (житковицька серія) метаморфічними породами (ґнейсами, кристалічними сланцями, амфіболітами та інші), прорваними численними інтрузіями гранітів, діоритів, габро та іншими. З породами кристалічного фундаменту пов'язані родовища залізних руд, кольорових металів, рідкісних і розсіяних елементів. Осадовий чохол на території Білорусі представлений відкладами верхнього протерозою та фанерозою. До верхньопротерозойських порід прилучені прісні, мінеральні води, високомінералізовані розсоли. Відклади палеозою (пісковики, глини, алевроліти, карбонатні, сульфатні, галогенні породи) розвинені в Оршанській і Брестській западинах, Прип'ятському прогині, Білоруській антеклізі. До них належать родовища кам'яної та калійної солей, нафти та газу, горючих сланців, кам'яного вугілля, мінеральних вод. Мезозойські відклади (алевроліти, мергелі, пісковики, глини, вапняки) поширені в Прип'ятському прогині, Брестській западині. З ними пов'язані родовища крейди, бурого вугілля, фосфоритів. З кайнозойськими породами пов'язані родовища бурого вугілля, нерудних будівельних матеріалів, а також прісні води.

### Рельєф
Велика частина території країни — рівнинна, з численними слідами льодовикової діяльності. На північному заході — система моренних пасом (Свенцянська, Браславська й Освейська), які є частинами Балтійського моренного пасма. Між моренними пасмами — заболочені низовини (Німанська, Полоцька та інші). З заходу на схід простягається Білоруське пасмо (висота до 345 м — найвища точка Білорусі). На півдні — низинне Білоруське Полісся.
Найвища точка — пагорб Дзержинський у Мінській області (345 м над рівнем моря). Найнижча точка — Німанська долина в Гродненській області (80—90 м над рівнем моря).

### Внутрішні води

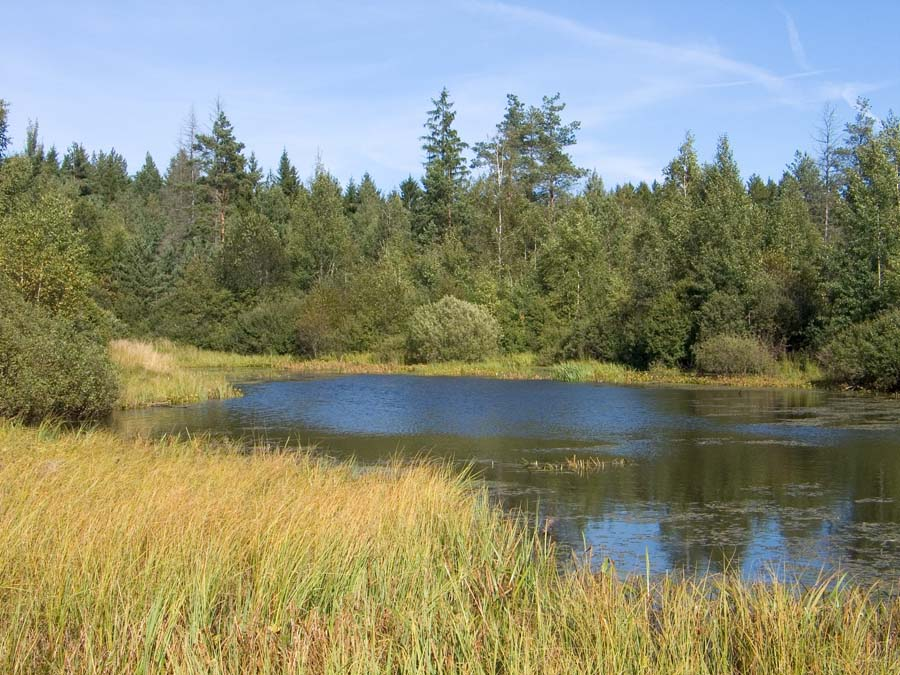
Болото біля Мінська

Основні річки: Дніпро (з притоками Березина, Прип'ять, Сож), Західна Двіна, Німан (з притокою Няріс), Західний Буг. Понад 10 тисяч озер (Нароч, Освейське, Лукомльське, Дрисвяти та ін.). Понад 1/3 території займають болота, головним чином розповсюджені в Поліссі. Є водосховища (Вілейське, Заславльське та інші).

### Ґрунти та рослинність
Мішані ліси займають приблизно 1/3 території країни. Майже 2/3 лісопокритої площі становлять хвойні породи (сосна, ялина); на півдні поширені дуб, граб, клен, ясен.

### Охорона природи
На території Білорусі — частина Біловезької Пущі, Березинський і Прип'ятський заповідники.

## Історія

### Стародавня історія

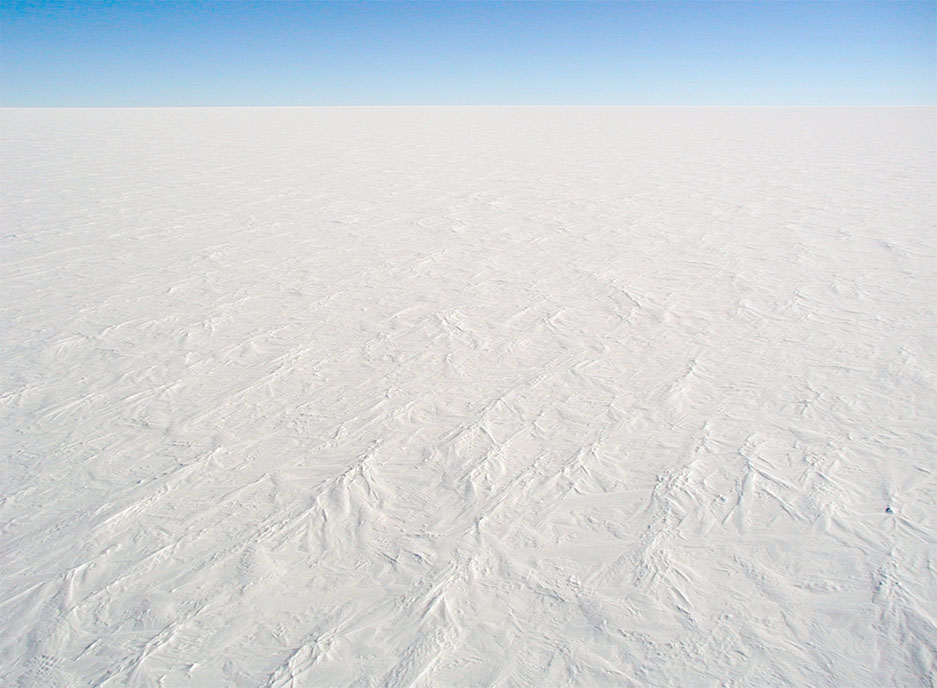
Льодовиковий щит Антарктиди. Саме так могла виглядати поверхня Землі в Північній Європі, включно з Білоруссю, в льодовиковий період

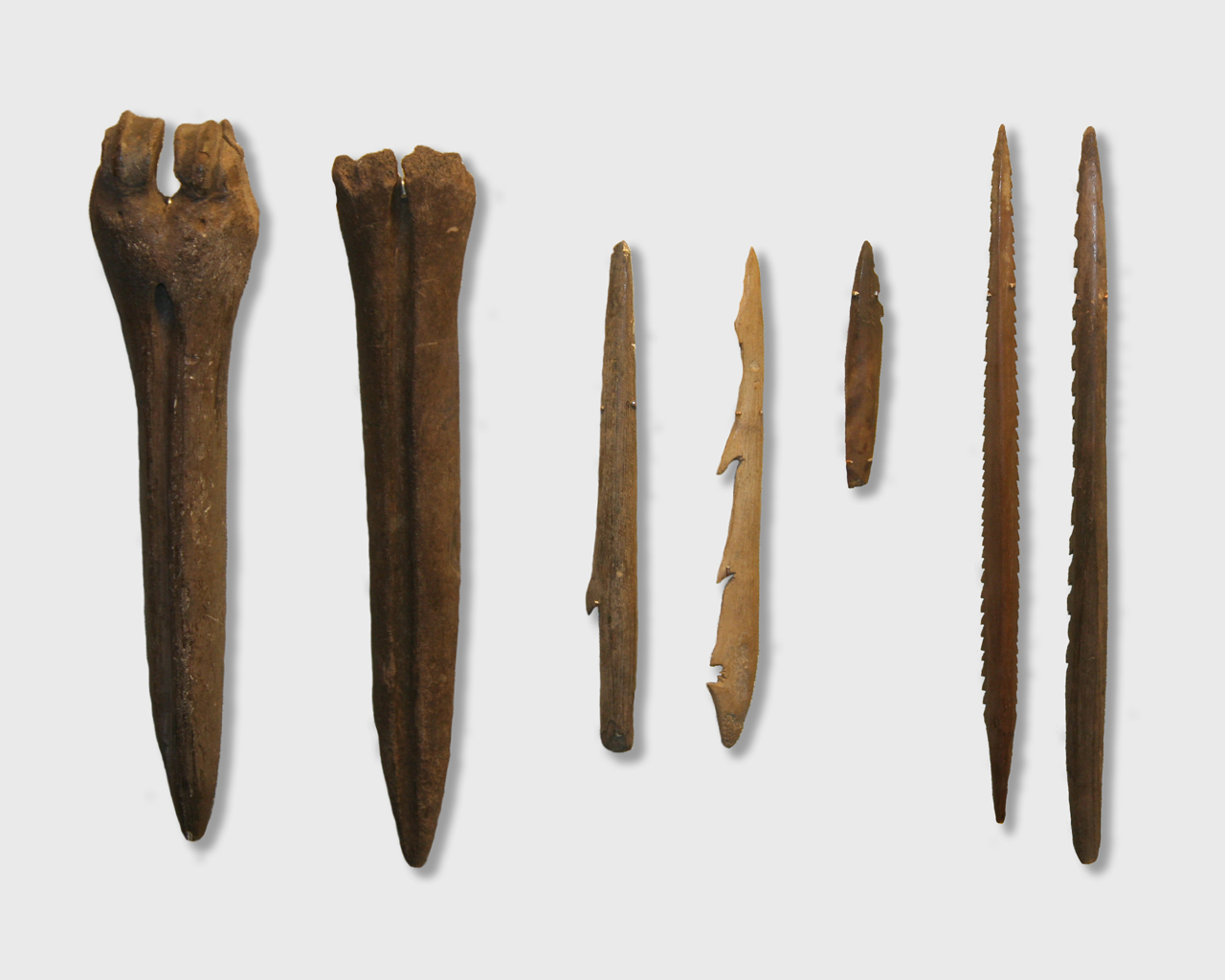
Знаряддя кундської культури

Заселення території сучасної Білорусі почалося близько 100—35 тис. років тому. Можливо, першими, хто намагався освоїти регіон, були неандертальці, та слідів їхнього проживання в Білорусі поки не знайдено. Найдавніші знахідки відносяться вже до людей сучасного типу — кроманьйонців.
Люди зникали та знову з'являлися періодично, у міру того як льодовик покривав територію Білорусі та знову відступав. Близько 18 тисяч років тому він досяг тих місць, де сьогодні знаходяться міста Гродно, Вілейка й Орша. У південній Білорусі природа та клімат стали властиві як для природної зони в тундрі. Проживали мамонти та шерстисті носороги, північні олені. Багато валунів, які сьогодні трапляються на території Білорусі, теж були багато тисячоліть тому принесені льодовиками. Безліч озер на півночі держави мають післяльодовикове походження.
З кінця бронзового віку більшість території сучасної Білорусі була заселена балтами. Наприкінці IX — на початку X ст. розпочалося заселення цієї території слов'янами, яке супроводжувалося міжетнічними контактами з місцевими балтійськими племенами (литовцями, ятвягами та ін.). У IX—XI ст. сформувалися племінні об'єднання кривичів, дреговичів, радимичів.

### Полоцьке і Турівське князівства

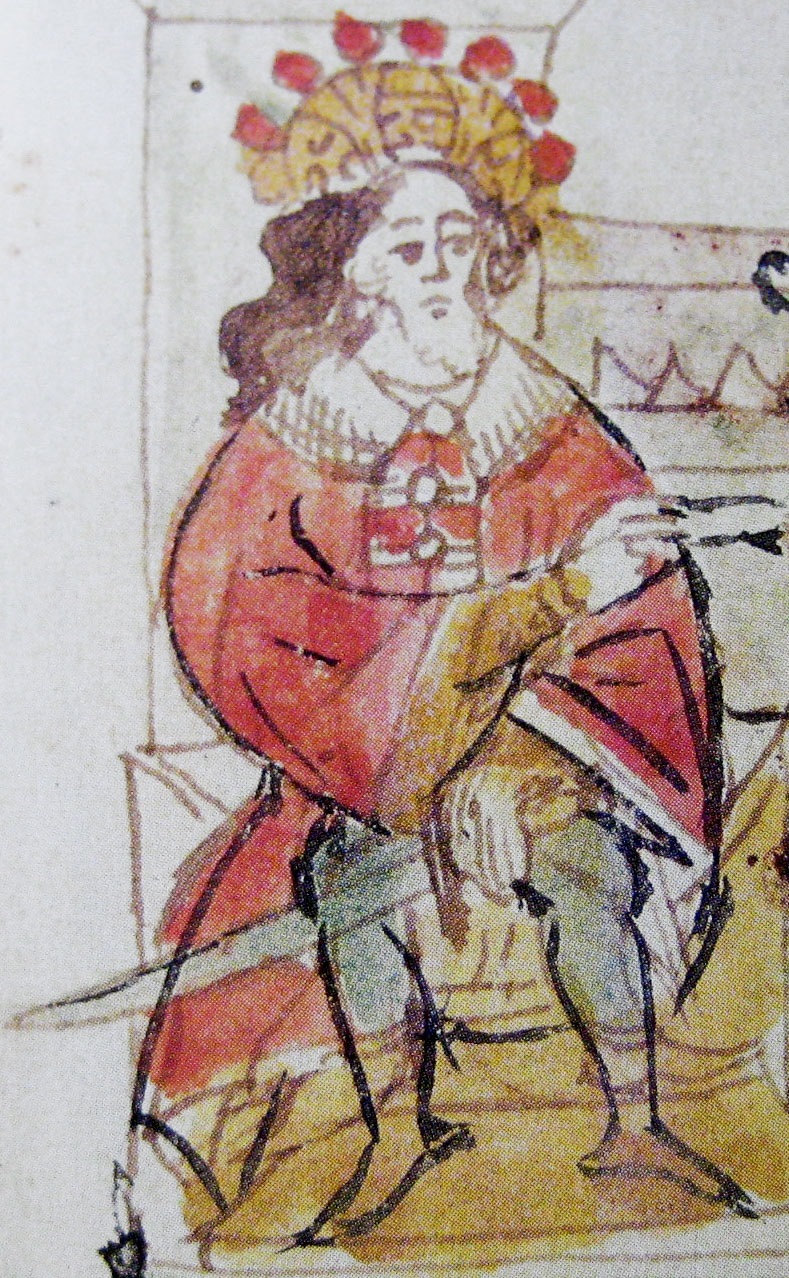
Всеслав Чародій, при якому Полоцьке князівство досягло найбільшого розквіту й отримало вихід до Балтійського моря

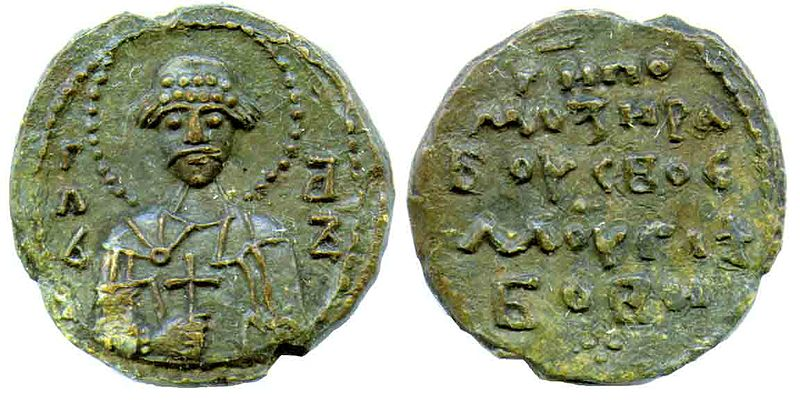
Печатка із зображенням Гліба Всеславича. Будучи сином Всеслава Чародія, він отримав від батька Мінське князівство. Проводив активну зовнішню політику, як у сусідніх білоруських князівствах, так і в балтійських землях

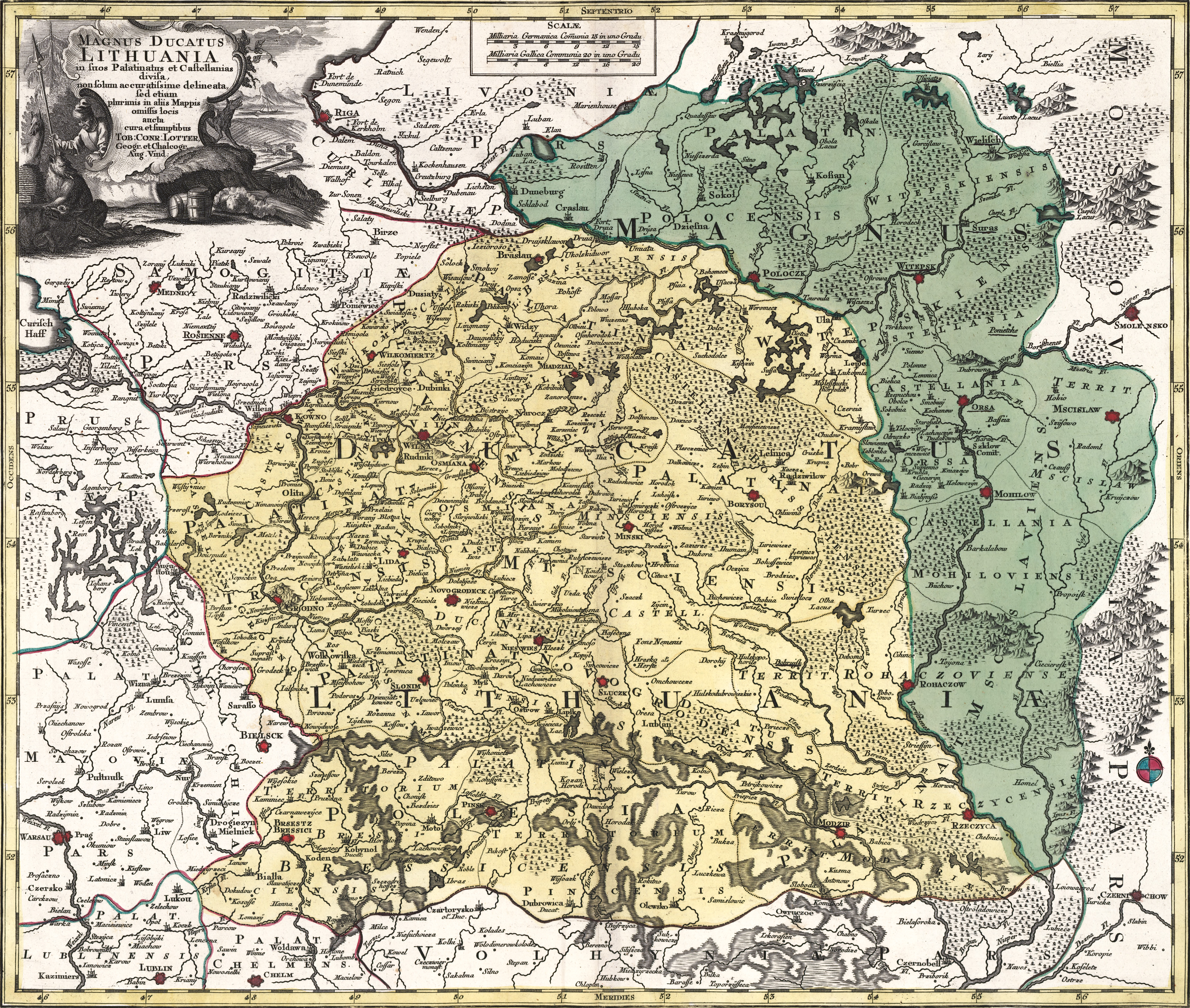
Magnus Ducatus Lithuania, Tobias Lotter, 1780

У VIII—IX століттях розвиток сільського господарства та ремесел сприяє формуванню феодальних відносин, розширенню торгівлі, виникненню міст. Найбільш давніми з них вважаються Полоцьк (уперше згадується в «Повісті временних літ» у 862 році), Вітебськ (дата заснування якого по міській легенді XVIII ст. — 974 рік) і Турів (перша згадка в літописі — 980 рік).
Вважається, що першою державою на території сучасної Білорусі була Полоцька земля. Першим історичним відомим князем Полоцька був Рогволод (згадується під 980 роком). До 1001 року князівством керував його онук Ізяслав, відомий як «князь-книжник». Від його імені походить назва міста Заславль.
Найбільшого розквіту та могутності Полоцьке князівство досягло при царюванні князів Брячислава (1003—1044) та Всеслава Чародія (1044—1101). Від імені першого з них імовірно походить назва міста Браслав, другий почав будівництво Полоцького Софійського собору.
Білорусь, як і Україна, продовжила свою історичну державність у межах Київської Русі, правителі якої об'єднали практично всі східнослов'янські союзи племен. Під владу Києва потрапило і Полоцьке князівство, однак незабаром стало фактично самостійною державою з усіма відповідними атрибутами — суверенною владою князя, власними адміністрацією, столицею, армією та фіскальною системою.
Полоцьке князівство згодом розширило свій вплив на Балтію, підпорядкувавши собі ряд балтійських племен. У X—XII століттях воно охоплювало територію, що включала північ і центр сучасної Білорусі, а також частину земель сучасних Латвії, Литви та Смоленської області Росії.
У 1184 році в Балтиці з'являються перші німецькі місіонери. Абат Мейнард, який діяв за підтримки Папи Римського, домігся від полоцьких князів права проповідувати католицтво серед балтійських племен лівів. Це стало початком німецької колонізації регіону й призвело до 200-річної боротьби білоруських князівств із орденами лицарів — хрестоносців.
Пізніше на землях сучасної Білорусі, України та Литовської Республіки існувало Велике князівство Литовське, яке з 1569 року увійшло до складу Речі Посполитої, а після її розпаду — до Російської імперії.

### Велике князівство Литовське
Наступною великою державою на білоруських землях було Велике князівство Литовське (ВКЛ). Під час створення та початкового розвитку цієї держави її найбільшим та головним центром був Новогрудок. Окрім сучасних земель Білорусі, до цієї держави входили також землі сучасної Литви, північна частина сучасної України та частина сучасної Росії. Культура Великого князівства Литовського була переважно білорусько-українською, а роль державної писемної мови відігравала старобілоруська (в українській термінології — староукраїнська).
Велике князівство Литовське досягло свого найбільшого розквіту за князя Вітовта Великого, перетворившись на державу з територіями від Балтійського до Чорного моря. Культурний розквіт держави розпочався у 16 столітті: в цей період активно діяли Микола Гусовський та Франциск Скорина, і почала формуватися унікальний білоруський іконопис, що поєднував європейські та православні мистецькі традиції. Розвитку країни перешкоджали часті набіги кримських татар.

### Російська імперія
У 1772, 1793 та 1795 роках відбулися три поділи Речі Посполитої, внаслідок яких білоруські землі відійшли до складу Російської імперії й були у її складі до 1917 року.
У містах було скасовано магдебурзьке право, яке колись давало їм можливість обирати власне керівництво. Зберігалося кріпацтво, що з кожним десятиліттям збільшувало економічну та технологічну відсталість Білорусі від розвинених країн. Війна 1812 року принесла великі втрати цивільному населенню Білорусі. Водночас інтелігенція почала більше цікавитися білоруською культурою та фольклором. Ян Чечот досліджував орфографію білоруської мови і першим порушив питання про створення «кривицького правопису». Після повстання 1830—1831 років царська влада заборонила уніатську церкву та перевела населення Білорусі на православ'я. Після повстання 1863—1864 років посилився тиск на громадські організації та інтелігенцію, але селянам було зроблено низку економічних поступок.
Реформи 1860-х та 1870-х років (зокрема скасування кріпацтва) сприяли економічному розвитку регіону, але Перша світова війна принесла великі втрати цивільним та промисловості, сприяючи зміцненню революційного руху. Останню передвоєнну спробу запобігти революції шляхом реформ зробив Петро Столипін у 1906 році. У той таки час Білорусь все більше цікавилася рідною історією, фольклором та незалежністю. У 1906 році почала виходити газета «Наша Ніва». Багато молодих поетів та публіцистів зверталися до білоруської тематики (Янка Купала, Якуб Колас, Алоїза Пашкевич, Янка Лучина, Карусь Каганець та інші).

### Білоруська Народна Республіка

Біло-червоно-білий прапор був символом БНР, а також пострадянської Білорусі в 1991—1995 роках. А також є символом білоруської опозиції.

Погоня — герб БНР та пострадянської Білорусі у 1991—1995 роках. Символ опозиції.

25 березня 1918 року було проголошено незалежну Білоруську Народну Республіку (БНР). Ян Середа, Язеп Льосік та Петро Крачевський почергово очолювали БНР. Планувалися помірні реформи: передача селянам землі для організації дрібних господарств, відсутність націоналізації промисловості тощо. У 1919 році під тиском більшовиків і через внутрішні суперечності республіка припинила своє існування і Рада БНР емігрувала.

### Серединна Литва
Республіка Серединна Литва була державно-політичним утворенням на території Віленської та Гродненської областей у 1920—1922 роках. Республіка була останньою спробою відновити Литву в історичному та конфедеративному сенсі (планувалося також створити Верхню Литву та Нижню Литву). Створення держави стало можливим після «заколоту Жаліховського» завдяки Першій литовсько-білоруській дивізії польської армії під керівництвом Лучана Жаліговського, уродженця Ошмян.
Базуючись в історичній столиці Великого князівства Литовського, Вільні (Вільнюсі), держава протягом 18 місяців була буферною зоною між Польщею, від якої вона залежала, та Литвою, яка відстоювала свої права на територію.
Після деяких затримок, пов'язаних з протестом Ліги Націй, яка планувала введення міжнародних військ, 8 січня 1922 р. відбулися вибори до Сейму, а територія республіки була анексована Польщею. У своїх спогадах, опублікованих у Лондоні у 1943 році, Лучан Жаліговський засудив політику анексії, політику закриття білоруських шкіл та відмову від конфедеративних планів маршала Пілсудського з боку польських «союзників».
У 1922—1939 роках територія Західної Білорусі перебувала у складі Польщі.

### Радянська Білорусь
1 січня 1919 р. було проголошено утворення Білоруською Соціалістичної Радянської Республіки. 31 липня 1920 року вдруге було оголошено про утворення БСРР. 18 березня 1921 року було підписано Ризький мирний договір, за яким Білорусь було поділено між Польщею та більшовиками. Після короткого існування буферної держави ЛитБіл, вже БСРР у 1922 році як одна із країн-засновників увійшла до складу Союзу Радянських Соціалістичних Республік (СРСР).
17 вересня 1939 року Західну Білорусь було приєднано до БРСР, що майже вдвічі збільшило розмір республіки. Під час Другої світової війни в 1941—1944 роках Білорусь було окуповано нацистською Німеччиною. Після звільнення від нацистської окупації частину Західної Білорусі (понад 30 000 км) за рішенням Сталіна було передано Польщі.
У 1945 році Білорусь стала одним із членів-засновників Організації Об'єднаних Націй. Білоруська делегація координувала рішення з усіх питань з всесоюзними представниками.
У 1986 році на кордоні БРСР та УРСР сталася Чорнобильська катастрофа, внаслідок якої відбулося радіаційне забруднення значної частини території Білорусі.

### Незалежна Білорусь

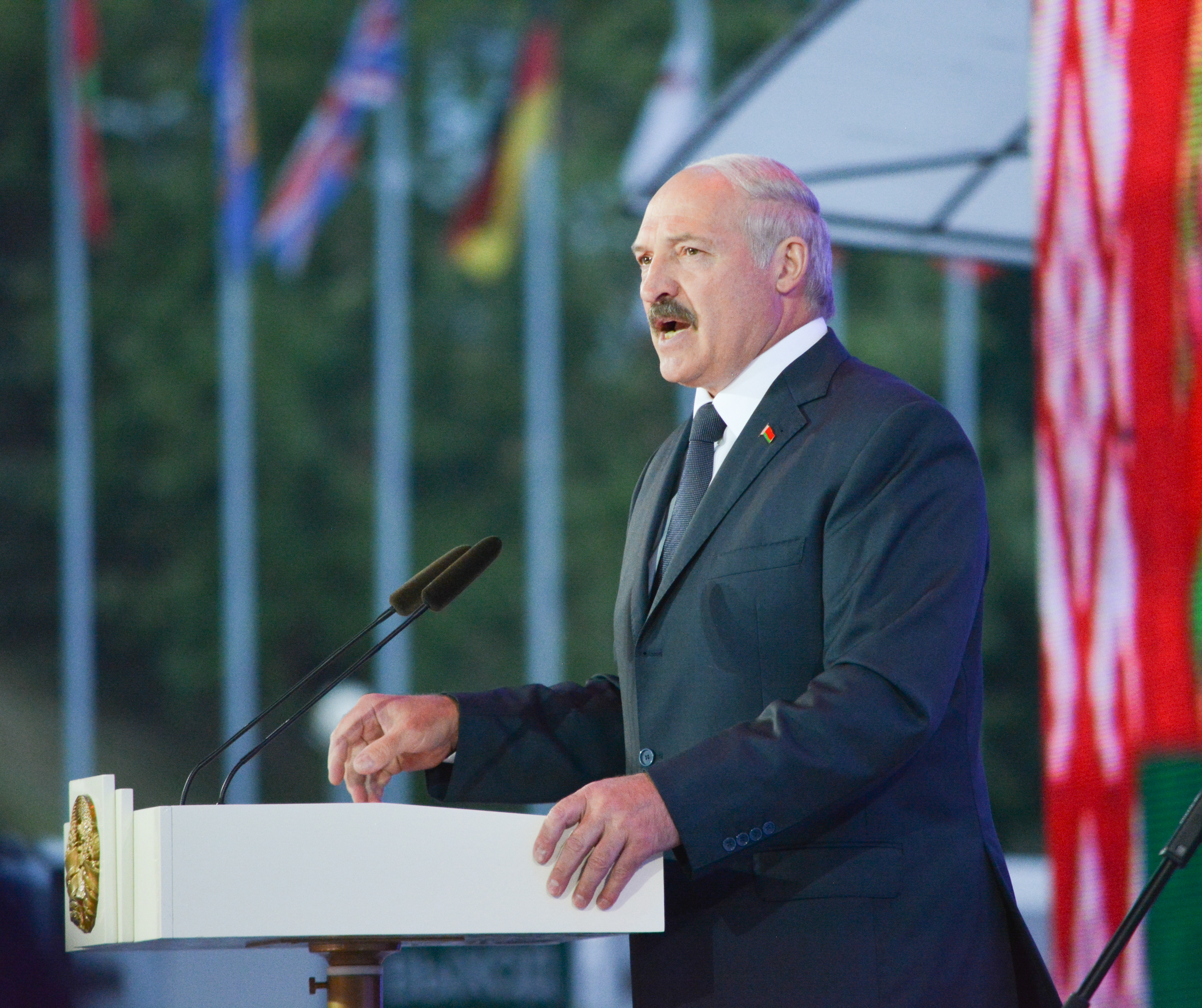
самопроголошений президент Олександр Лукашенко

27 липня 1990 р. Верховна Рада БРСР прийняла Декларацію про державний суверенітет. 25 серпня 1991 р. Верховна Рада Білорусі проголосила незалежність країни від СРСР. 19 вересня 1991 р. Білоруську Радянську Соціалістичну Республіку перейменовано в Республіку Білорусь. 15 березня 1994 р. Верховна Рада прийняла Конституцію Республіки Білорусь, згідно з якою вона оголошувалася унітарною демократичною соціальною правовою державою. Відповідно до Конституції Республіка Білорусь є президентською республікою.
У липні 1994 року відбулися вибори Президента. У результаті всенародного голосування першим Президентом Республіки Білорусь було обрано Олександра Лукашенка. Це були останні вибори в Білорусі, визнані вільними міжнародною спільнотою, на всіх наступних виборах перемогу здобував Лукашенко. 

#### Узурпація влади Лукашенком
Починаючи з 1995 року Лукашенко провів два референдуми, за підсумками яких було розширено права президента, розпущено парламент, російській мові надано статус державної, а також було повернено видозмінену радянську символіку (замість біло-червоно-білого прапора та гербу «Погоні», що походили з часів Великого князівства Литовського та використовувалися в БНР). Але законність даного референдуму під сумнівом. Винесені питання порушували Конституцію та інші закони Білорусі. Також були помічені порушення під час проведення референдуму.
Влітку 1996 року 70 депутатів Верховної Ради Республіки Білорусь 13-го скликання підписали імпічмент Президента через його порушення Конституції Білорусі. У відповідь Лукашенко порушив Конституцію та закон «Про народний голос (референдум) у Республіці Білорусь», 24 листопада 1996 року він провів черговий референдум, за офіційно оголошеними результатами якого розформував парламент Білорусі та сформував цілком контрольовані ним Національні збори, які формально стали найвищим законодавчим органом Білорусі. У той же час, опозицію цілком витіснено з телебачення і радіо, а опозиційні газети не мали права видаватися. Прем'єр-міністр Білорусі, ще два міністри та сім суддів Конституційного суду подали у відставку на знак протесту. Через ці дії США та Європейський Союз відмовились визнати легітимність референдуму. Тим часом, Лукашенко зосередив владу в своїх руках, посиливши спецслужби, зокрема КДБ.
1997 року Лукашенко та президент Росії Борис Єльцин підписали договір про утворення Союзної держави. Переговори щодо договору, а також результати референдуму 1995 року спричинили масові протести в Мінську, відомі як «Мінська весна». Внаслідок протестів кінцевий зміст угоди про Союзну державу було змінено, і Білорусь зберегла зовнішні ознаки суверенітету.
В 1999 році зникла низка відомих опозиціонерів. Їхні тіла так і не знайшли, а справи про зникнення не було розслідувано. Через це з'явилася версія про існування «ескадронів смерті» на службі у влади. В 2019 році колишній спецпризначенець Юрій Гаравський, що назвав себе бійцем «ескадрону смерті», розповів про те, як відбувалися викрадення і вбивства.
У жовтні 2004 року на референдумі було скасовано обмеження у два терміни перебування на посаді президента, після чого Олександра Лукашенка все частіше стали називати «останнім диктатором Європи». Після президентських виборів 19 березня 2006 року в Мінську почалися протести, які розігнали силовики. Багатьох учасників було заарештовано. 10 квітня 2006 Європейський Союз заборонив в'їзд на територію країн ЄС президенту Білорусі Олександру Лукашенку та 30 білоруським чиновникам: міністрам, прокурорам і представникам регіональних виборчих комісій.
Схожі акції протесту відбувалися й після виборів у грудні 2010 року. Ввечері того ж дня в центрі Мінська зібралося близько 20 тисяч осіб, аби висловити протест проти фальсифікації виборів. Спецзагони розігнали натовп, сімох із дев'яти опозиційних кандидатів було затримано, двох із них побито. США та деякі країни Європи відмовилися визнати вибори легітимними.
Після президентських виборів 9 серпня 2020 року в країні почались масові акції протесту, які були жорстоко придушені до кінця року, станом на листопад 2020 було 30 тисяч затриманих осіб.

## Політична система

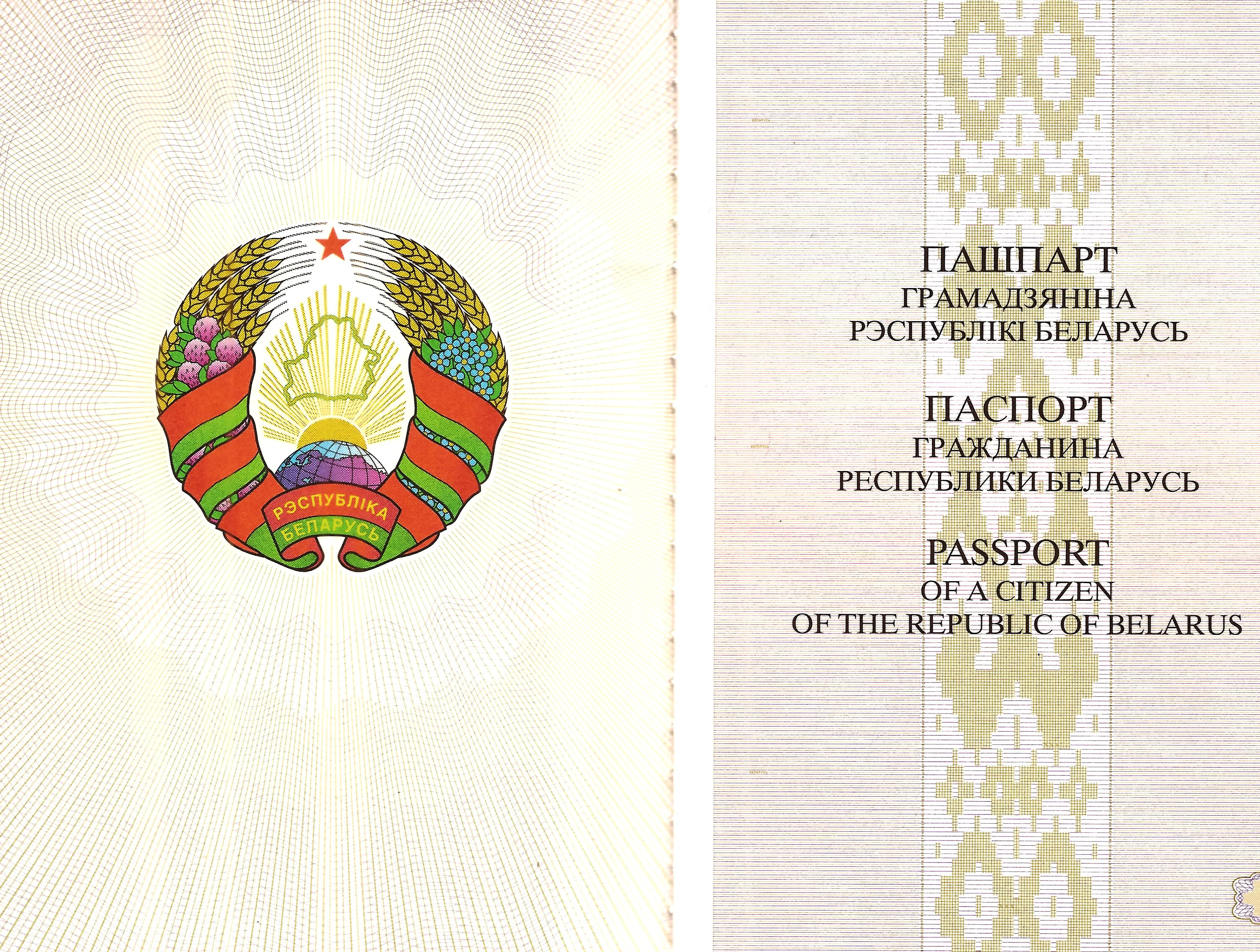
Паспорт громадянина Білорусі дубльовано 3 мовами: білоруською, російською й англійською

Білорусь за формою правління є президентською республікою. Глава держави — президент. Президент країни — гарант Конституції, прав і волі людини та громадянина. З 10 липня 1994 року Олександр Лукашенко. Державна влада здійснюється на основі поділу її на законодавчу, виконавчу та судову. Державний устрій — унітарна держава.

### Виконавча влада

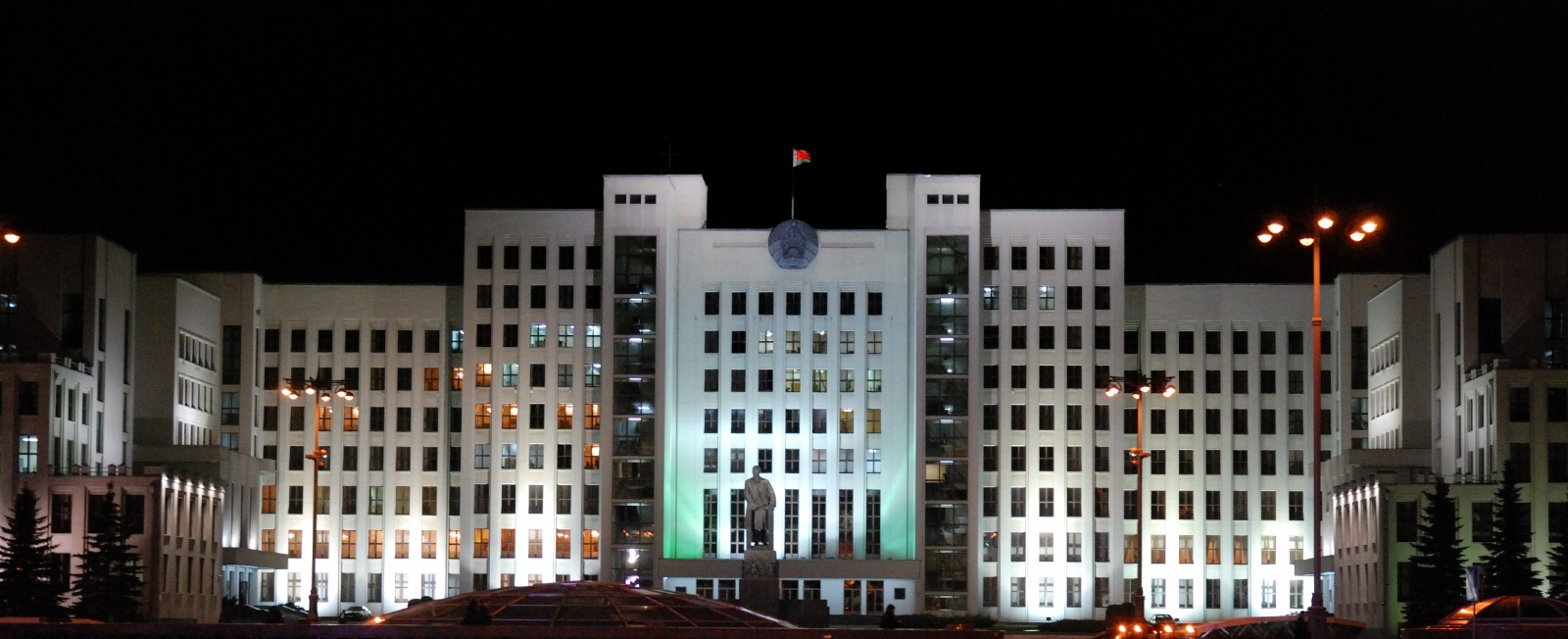
Будинок Уряду в Мінську

Виконавчу владу в республіці здійснює уряд — Рада міністрів, яка є центральним органом державного управління.

### Парламент
Законодавча влада в країні належить двопалатному парламенту — Національним Зборам Республіки Білорусь. Нижня палата, Палата представників, складається зі 110 депутатів; верхня, Рада Республіки — з 64 членів, які обираються на 4 роки.

#### Політичні партії
На парламентських виборах 2019 року до парламенту Білорусі (а саме до Палати представників Національного зібрання Білорусі) пройшли наступні політичні партії:
- Комуністична партія Білорусі — 11 місць (10,85 %)
- Республіканська партія праці та справедливості — 6 місць (5,45 %)
- Білоруська патріотична партія — 2 місця (1,8 %)
- Білоруська аграрна партія — 1 місце (0,9 %)
- Ліберально-демократична партія (Білорусь) — 1 місце (0,9 %)
- Безпартійних — 89 місць (80,9 %).

### Судова влада
Білорусь лишається останньою країною Європи, де суди виносять смерті вироки. За 2019 рік двічі суди виносили подібні рішення. Влада не видає тіла страчених сім'ям для поховання, а про виконання вироку рідні та близькі дізнаються з великим запізненням.

### Зовнішня політика
З початку президентства Олександра Лукашенка Білорусь рухалася в російському напрямку, з офіційною метою побудови єдиного союзу двох держав. Відносини з країнами — членами ЄС і НАТО є складними. Євросоюз і США заборонили в'їзд у свої країни членам білоруського уряду.
Після енергетичного конфлікту з Російською Федерацією наприкінці 2006 року, Мінськ активізував спроби диверсифікувати свою зовнішню політику. Сучасна зовнішня політика Білорусі спрямована на активізацію та поліпшення відносин із такими країнами, як: Китай, Індія, Іран і Венесуела.

Білорусь є членом ООН, ЮНЕСКО, ЮНІДО, МОП, ВООЗ, СНД, ОБСЄ, ЄврАзЕС.

#### Українсько-білоруські відносини
Уряд Білорусі одним із перших офіційно визнав незалежність України 17 грудня 1991 року, дипломатичні відносини з Україною встановлено 27 грудня 1991 року. У Білорусі (Мінськ) діє українське посольство і консульство, а в Києві посольство Білорусі.
29 липня вночі силами групи «А» КДБ за підтримки ОМОН ГУВС Мінміськвиконкому були затримані 32 людини у підготовці терактів. Ще один чоловік був знайдений і затриманий на півдні країни. Офіс генерального прокурора України поінформував Білорусь про наміри вимагати екстрадиції затриманих, оскільки декого з них підозрюють в участі у бойових діях проти України. 9 із 33 затриманих є громадянами України.

#### Російсько-білоруські відносини
Починаючи з заснування білоруської незалежної держави Росія не припиняє спроб територіального, політичного чи військового її поглинання. Невдача путінського режиму в цьому напрямку призвела до Російсько-білоруської прикордонної кризи в лютому 2017 року, введення з боку Росії прикордонного режиму та відкликання білоруських фахівців із митних органів ЄврАзЕС. Разом із тим, у Білорусі російська мова є державною, на рівні з білоруською. Білоруською мовою користується меншість білорусів.
31 липня 2020 Президент Росії Володимир Путін і постійні члени Радбезу Росії обговорили затримання росіян у Білорусі, висловивши надію на їх звільнення.

### Державна символіка
Після проголошення незалежності в серпні 1991 року Білорусь прийняла нову символіку — біло-червоно-білий прапор та герб Погоню. Ці символи використовувала Білоруська Народна Республіка у 1918 році (й пізніше у вигнанні), а їхнє походження пов'язане з битвою під Ґрюнвальдом 1410 року, в якому об'єднані сили Великого князівства Литовського та Королівства Польського розбили армію хрестоносців.
У червні 1995 року Олександр Лукашенко провів референдум, на якому зокрема було поставлено питання про повернення видозміненої символіки Білоруської РСР. Відтак прапор і герб було змінено, а символіка початку незалежності фактично потрапила під заборону і стала асоціюватися з опозицією до режиму Лукашенка.
Сучасний гімн Білорусі було прийнято в 2002 році. У 1991—2002 роках використовували гімн БРСР без слів.

## Адміністративно-територіальний поділ
Адміністративно територія Білорусі поділяється на 6 областей та 1 столичний округ. Обласні центри містять у Мінську, Бересті, Вітебську, Гомелі, Гродні та Могильові. Кожна область поділяється на райони, міста та інші територіальні й адміністративно-господарські одиниці. У Білорусі станом на 1 серпня 2008 налічується 112 міст, у тому числі 12 із населенням понад 100 тис. осіб. Вважається, що адміністративно-територіальний поділ Білорусі є застарілим, бо області укрупненні у два рази, адже з кожної області можна утворити 2—3 області стандартного розміру.

## Збройні сили
Збройні сили Білорусі були створені після проголошення державної незалежності у 1991 році. 20 березня 1992 року було прийнята постанова уряду «Про створення Збройних сил Республіки Білорусь». Цього ж дня парламент прийняв закон «Про Збройні сили Республіки Білорусь», на основі якого і почалося їхнє формування. У білоруській армії існує три види військ: сухопутні війська, військово-повітряні сили та війська протиповітряної оборони. Чисельність збройних сил у 2000 році складала 83 тис. військовослужбовців. Загальні витрати на армію склали 75 млн доларів США. Станом на кінець 2006 року на контрактній основі проходив службу 23,1 % військовослужбовців.
Склад армії станом на 1992 рік:
- 2900 танків,
- 3000 бойових машин,
- 1500 артилерійських систем,
- 150 бойових літаків,
- 60 ударних гелікоптерів.Докладніше: Збройні сили Білорусі

Згідно з Угодою про звичайні збройні сили в Європі Білорусь узяла на себе зобов'язання суттєво скоротити кількість військової техніки, що стоїть на озброєнні. Білоруська армія бере активну участь у різноманітних навчаннях, як усередині країни («Неман — 2001», «Березина-2002», «Чисте небо-2003», «Щит Союзу — 2006», «Захід — 2009»), так і за її межами (Бойова співдружність).

## Економіка

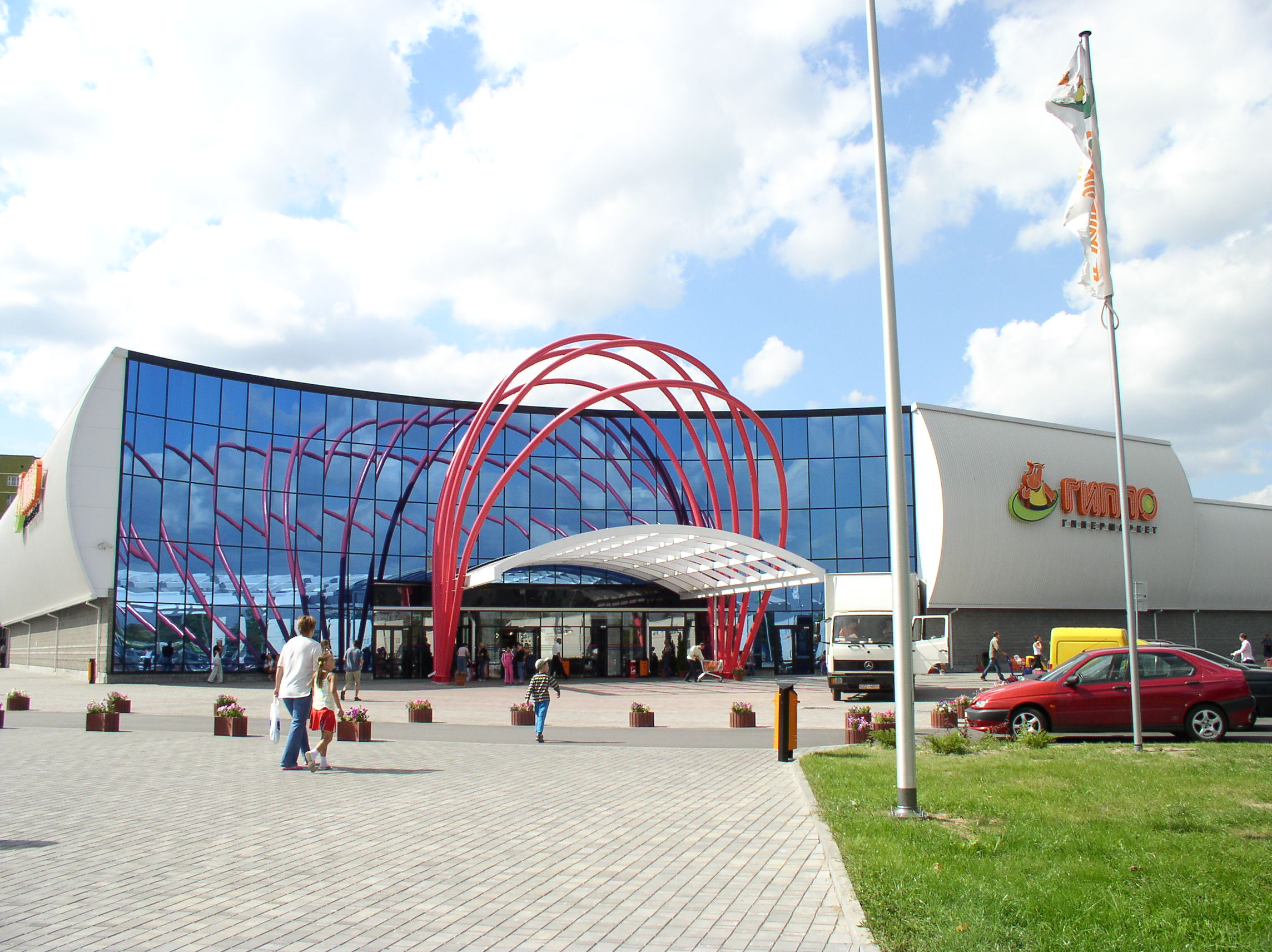
Торговельний комплекс, Мінськ

Білорусь — індустріально-аграрна держава, що розвивається. Валовий внутрішній продукт (ВВП) у 2006 році склав 80,7 млрд доларів США (63 місце у світі); що у перерахунку на одну особу становить 7,8 тис. доларів (80 місце у світі). Промисловість разом із будівництвом становить 31,6 % від ВВП держави; аграрне виробництво разом із лісовим господарством і рибальством — 9,3 %; сфера обслуговування — 59,1 % (станом на 2006 рік). Зайнятість активного населення у господарстві країни розподіляється наступним чином: 34,7 % — промисловість і будівництво; 14 % — аграрне, лісове та рибне господарства; 51,3 % — сфера обслуговування (станом на 2004 рік).
Надходження до державного бюджету Білорусі за 2006 рік склали 6,6 млрд доларів США, а витрати — 7,2 млрд; дефіцит становив 8 %.

За даними Index of Economic Freedom, The Heritage Foundation 2001 року ВВП країни становив 22,5 млрд доларів США. Прямі іноземні інвестиції — 31,4 млн доларів США.

### Валюта

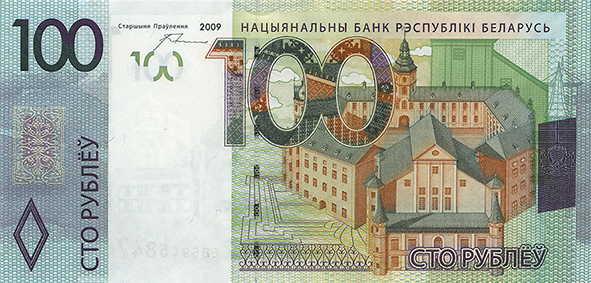
Купюра 100 рублів зразка 2009 року

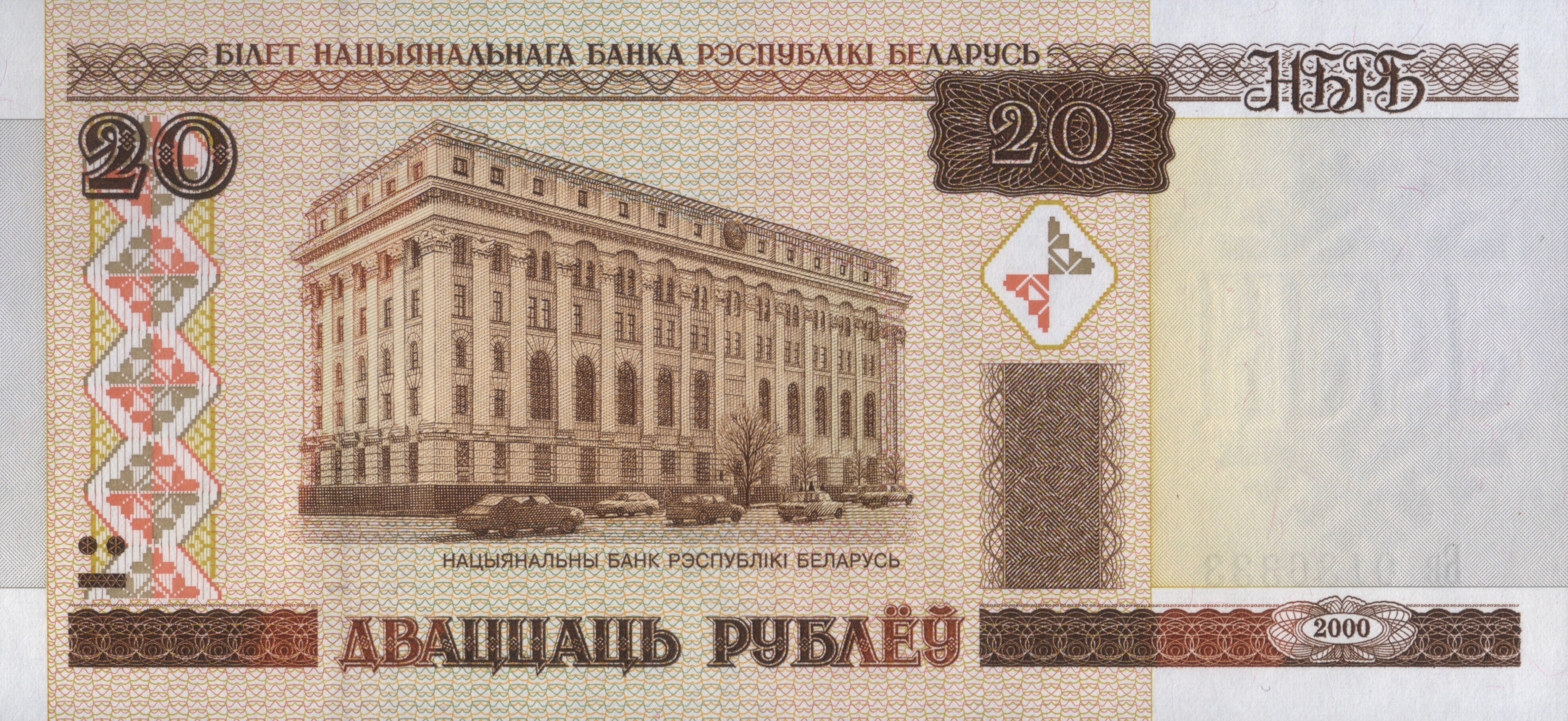
Купюра 20 рублів зразка 2000 року

Національною валютою країни слугує білоруський рубль (рубель).

Долари США, євро та російські рублі — найбільш широко прийняті валюти. Обміняти валюту можна в банках і в обмінних пунктах.

### Промисловість

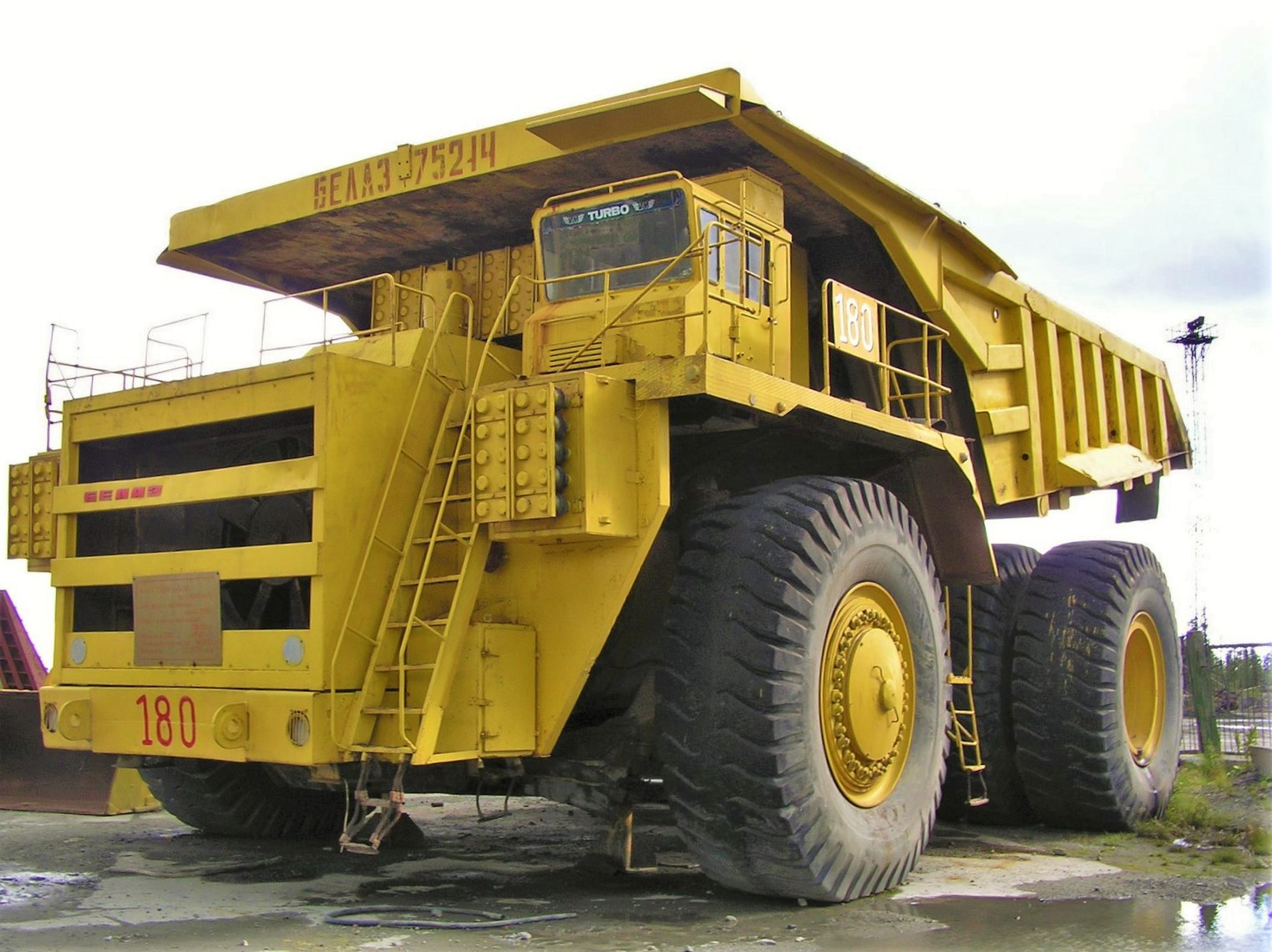
БелАЗ

Головні галузі промисловості: важке автомобілебудування та виготовлення тракторів, машинобудування, виготовлення побутової техніки (телевізори, холодильники), хімічна (виробництво добрив), харчова та текстильна, виготовлення будівельних матеріалів.

### Енергетика
За 2004 рік було вироблено 29,3 млрд кВт*год електроенергії (експортовано 4,7 млрд кВт*год); загальний обсяг спожитої — 31,1 млрд кВт*год (імпортовано 8,5 млрд кВт·год). У 2004 році споживання нафти склало 165 тис. барелів на добу, природного газу — 20,5 млрд м³.
Із підключенням першого енергоблоку Білоруської АЕС, побудованим у кредит російським Росатомом, країна перестала бути енергодефіцинтим регіоном та почала експортувати 100—200МВт електроенергії у енергосистему України, а Україна втратила Білорусь як імпортера. Із введенням другого енергоблоку, білоруси розраховують на економію у 500 млн доларів на бюджет країни за рахунок зменшення спалювання газу та нарощування експорту у енергосистеми сусідів.

У грудні 2020 року BNK (UK) Limited, дочірнє підприємство Білоруської нафтової компанії (БНК), тимчасово призупинило експорт нафтопродуктів через Клайпедський порт Литви.

### Сільське господарство
У сільськогосподарському обробітку знаходиться 55 % площі держави. Головні сільськогосподарські культури: зернові, льон, картопля, цукрові буряки.
Важливе значення має м'ясо-молочне тваринництво, відгодівля свиней.

### Транспорт

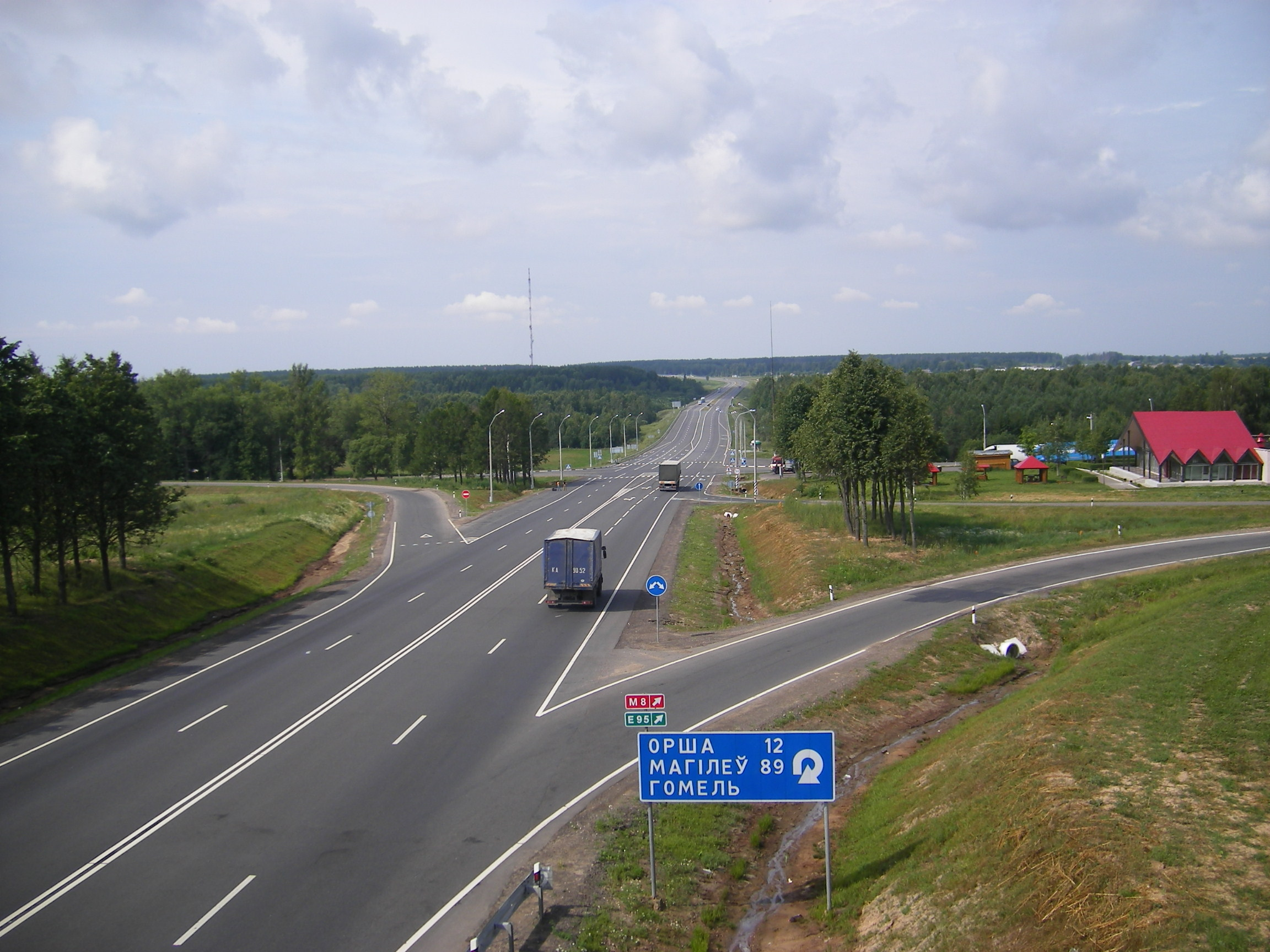
Траса М1 поблизу Орші

Основний транспорт — залізничний, автомобільний, річковий. Повітряний транспорт розвинений відносно слабко; найбільший аеропорт країни знаходиться поблизу Мінська.

### Туризм
У 2018 році Білорусь відвідало 11,5 млн іноземних туристів, що дало прибуток у 217 млн доларів США.

### Зовнішня торгівля
Основні торговельні партнери Білорусі: Росія, Німеччина, Нідерланди, Україна.
Держава експортує продукцію машинобудування, транспортні засоби, продукцію хімічної галузі, харчові продукти, текстиль. Основні покупці: Росія (35,8 %); Нідерланди (15,1 %); Велика Британія (7 %), Україна (5,7 %), Польща (5,3 %), Німеччина (4 %). У 2006 році вартість експорту склала 19,6 млрд доларів США.
Держава імпортує: паливо, споживчі товари, сировина. Основні імпортери: Росія (60 %); Німеччина (6,7 %); Україна (5,4 %). У 2006 році вартість імпорту склала 21,1 млрд доларів США.

## Населення

Динаміка чисельності населення Республіки Білорусь, в тисячах, 1960—2010 роки

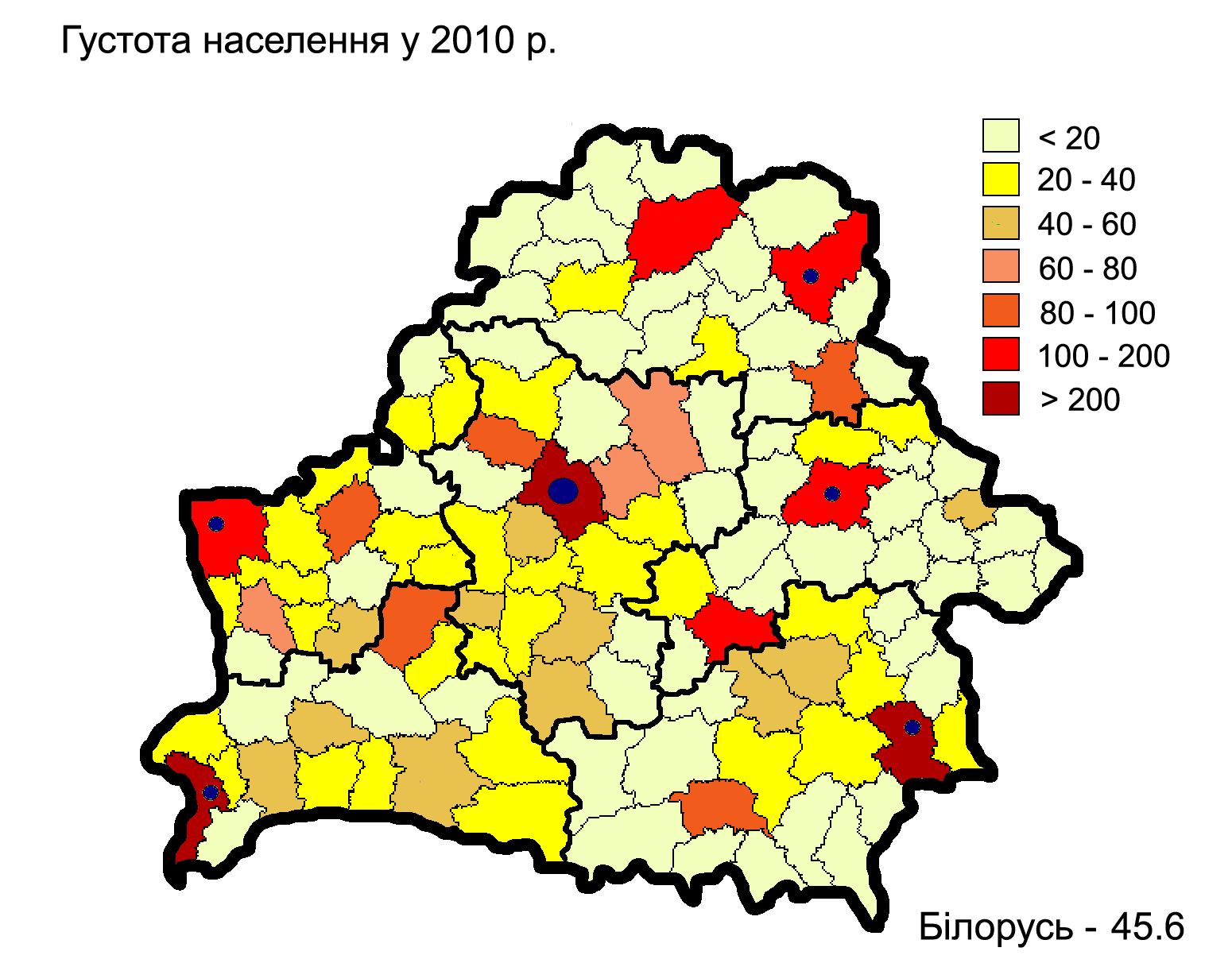
Густота населення на початок 2010 року

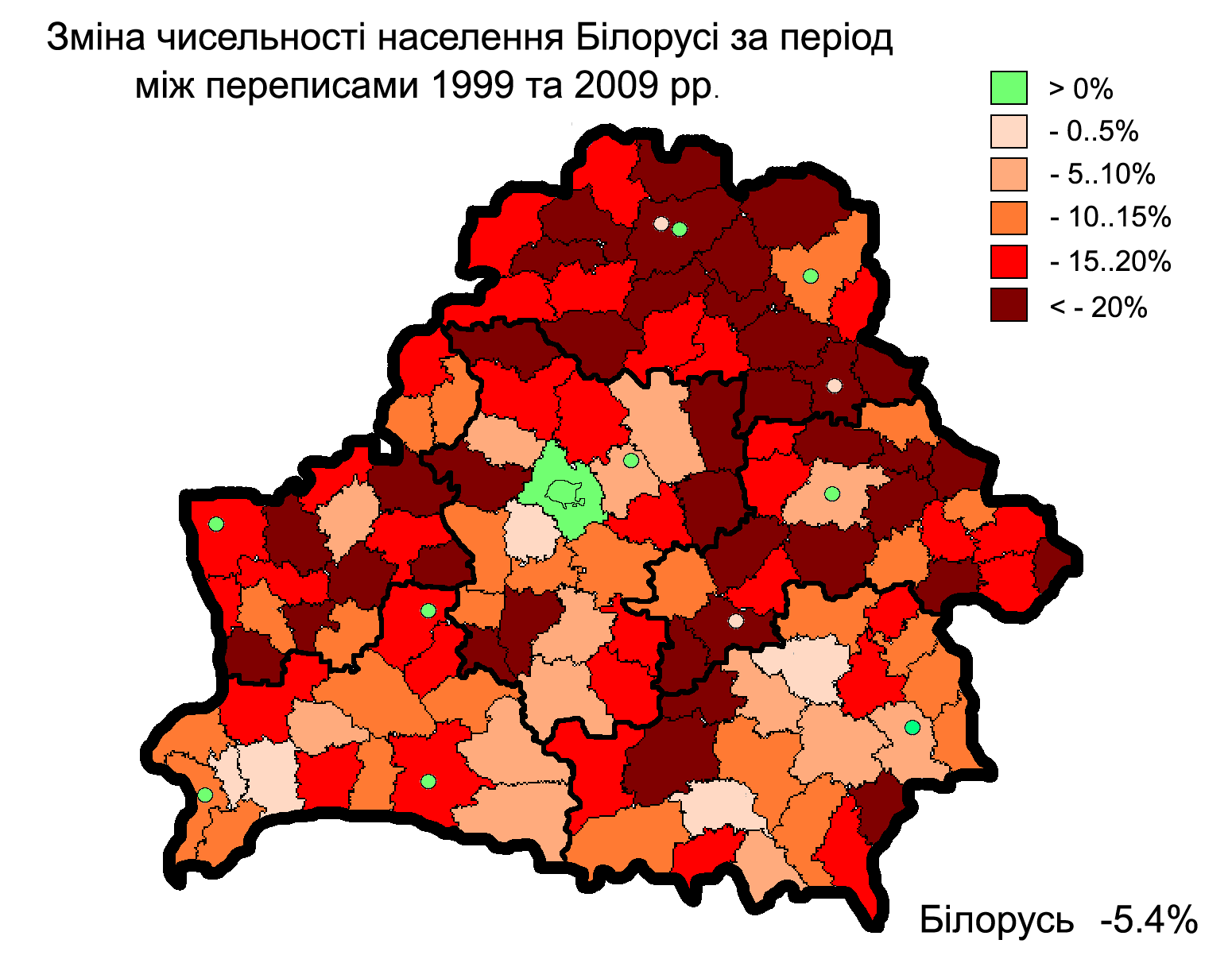
Зміна чисельності населення адміністративних одиниць Білорусі за період між переписами 1999 та 2009 років

За даними загальнонаціонального перепису у 2019 році населення Білорусі — 9 413 446 осіб.
Населення держави у 2006 році становило 10,3 млн осіб (76 місце у світі), на 1 березня 2013 року 9,461 млн осіб. У 1926 році населення Білоруської РСР становило 5 млн осіб, у 1939 — 5,6 млн осіб, у 1983 — 9,8 млн осіб. Густота населення: 48,1 особи/км² (118 місце у світі). Згідно зі статистичними даними за 2006 рік народжуваність 11,2 ‰; смертність 14 ‰; природний приріст –2,8 ‰.
Вікова піраміда населення виглядає наступним чином (станом на 2006 рік):
- Діти віком до 14 років — 15,7 % (826 тис. чоловіків, 792 тис. жінок).
- Дорослі (15—64 років) — 69,7 % (3500 тис. чоловіків, 3700 тис. жінок).
- Особи похилого віку (65 років і старіші) — 14,6 % (499 тис. чоловіків, 1000 тис. жінок).

Розміщення населення по адміністративних областях:
- Берестейська обл. — 1390 тис.
- Вітебська обл. — 1206,8 тис.
- Гомельська обл. — 1427 тис.
- Гродненська обл. — 1057,5 тис.
- Місто Мінськ — 1903,9 тис.
- Мінська обл. — 1401,1 тис.
- Могильовська обл. — 1075,5 тис.

### Урбанізація

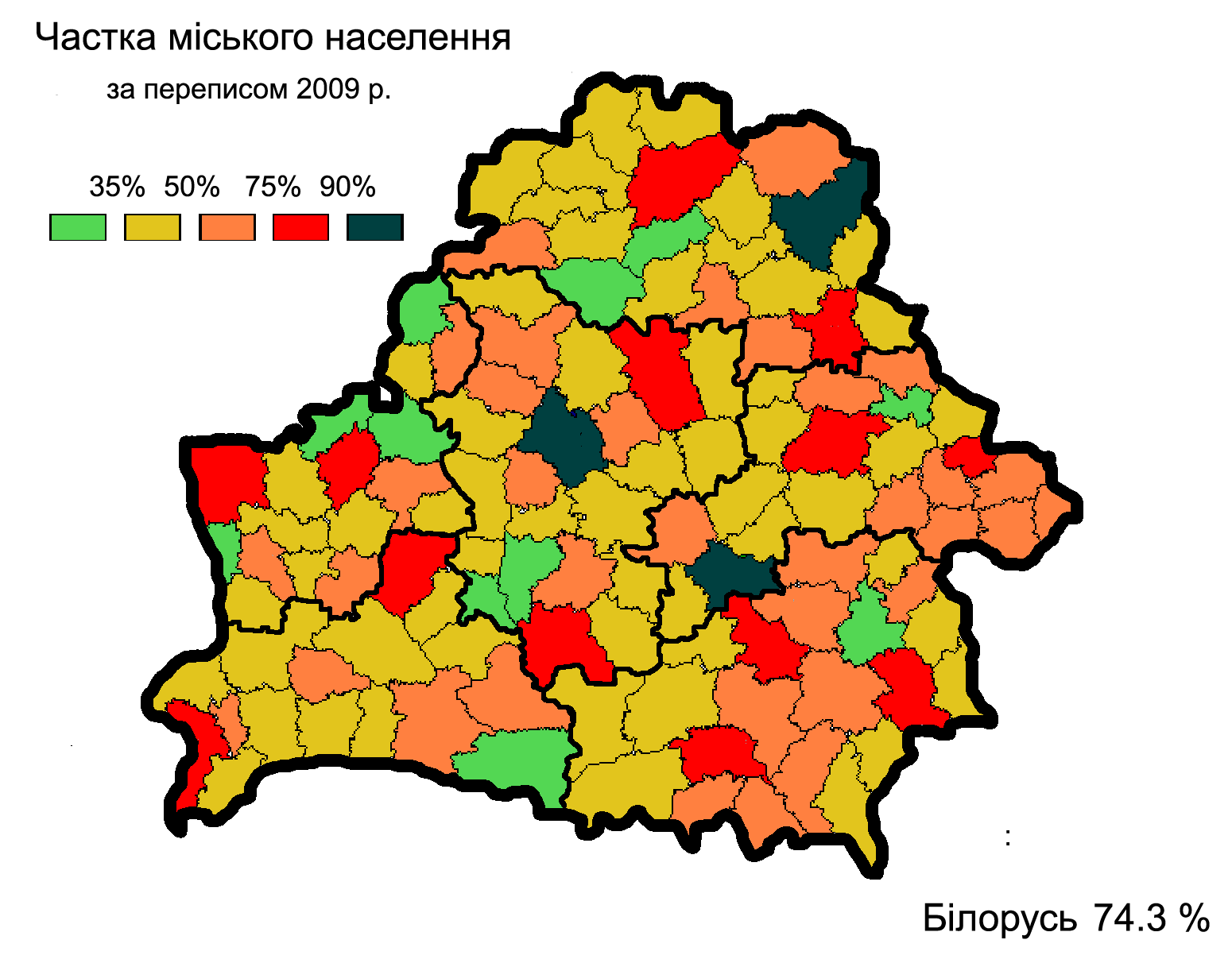
Рівень урбанізації у 2009 році

Рівень урбанізованості 2002 року склав 72 %.
| 1926   | 1939   | 1959   | 1970   | 1979   | 1989   | 2010   |
| ------ | ------ | ------ | ------ | ------ | ------ | ------ |
| 17,0 % | 24,7 % | 30,8 % | 43,4 % | 54,9 % | 65,5 % | 74,3 % |

Майже третина білорусів проживає в Мінській агломерації.
Станом на кінець 2009 року налічувалося 206 міських населених пунктів, в яких проживало 7064 тис. осіб. Переважна більшість міст та селищ міського типу (168) має населення менш як 20 тис. осіб. В 13 містах населення перевищує 100 тис. осіб. Головні міста держави: Мінськ (1903,9 тис.), Гомель (482,7 тис.), Могильов (358,3 тис.), Вітебськ (347,9 тис.), Гродно (327,5 тис.), Брест (Берестя) (309,8 тис.).
Налічується 23 549 сільських населених пунктів. Більшість сіл (17 240) мають населення менше ніж 100 осіб, з них 5843 — менше ніж 10 осіб. Найбільша концентрація малолюдних сільських населених пунктів характерна для Вітебської області, найменша — для Берестейської.

### Етнічний склад
Білорусь — моноетнічна держава за термінологією ООН, у якій мешкають білоруси, росіяни, українці, поляки, євреї, литовці, вірмени, азербайджанці та інші народи. Головні етноси, що складають білоруську націю: білоруси — 83,7 %, росіяни — 8,3 %, поляки — 3,1 %, українці — 1,7 %. Національний склад населення характеризується переважанням білорусів і зростанням їх частки у населення країни. При скороченні населення країни на 5,6 %, кількість білорусів скоротилась тільки на 2,5 %. Кількість інших національностей продовжувала скорочуватись швидкими темпами. За 1999—2009 кількість євреїв зменшилась на 55 %, українців — на 33 %, росіян — на 31 %, поляків — на 26 %.
|                            |                         |                          |                            |
| Частка білорусів, 2019 рік | Частка росіян, 2019 рік | Частка поляків, 2019 рік | Частка українців, 2019 рік |

| Регіон            | Білоруси | Росіяни | Поляки | Українці |
| ----------------- | -------- | ------- | ------ | -------- |
| Берестейська обл. | 88,0 %   | 6,4 %   | 1,3 %  | 2,9 %    |
| Вітебська обл.    | 85,1 %   | 10,2 %  | 0,9 %  | 1,2 %    |
| Гомельська обл.   | 88,2 %   | 7,7 %   | 0,1 %  | 2,1 %    |
| Гродненська обл.  | 66,7 %   | 8,2 %   | 21,5 % | 1,4 %    |
| М. Мінськ         | 79,3 %   | 10,0 %  | 0,7 %  | 1,5 %    |
| Мінська обл.      | 88,5 %   | 7,1 %   | 1,3 %  | 1,2 %    |
| Могильовська обл. | 88,7 %   | 7,8 %   | 0,2 %  | 1,2 %    |
| Білорусь          | 83,7 %   | 8,3 %   | 3,1 %  | 1,7 %    |

#### Українці в Білорусі
У Республіці Білорусь за даними перепису 2019-го року проживало 159,6 тис. українців. Українська мова була рідною для 46 386 з них (29,1 % від їхньої загальної чисельности), білоруська — для 13 153 (8,2 %), російська — для 99 596 (62,4 %). Українською вдома розмовляли 6 313 українців (4,0 %), білоруською — 10 368 (6,5 %), російською — 142 243 (89,1 %).
За своїм соціальним складом 95 % українців Білорусі мають вищу, середню та незакінчену середню освіту. 2,5 тисячі — наукові працівники (з 16,5 тисяч всіх науковців Білорусі). 30 % від загальної кількості докторів та кандидатів наук країни вчені українського походження.
Станом на 2006 рік, Міністерством юстиції Білорусі та управліннями юстиції облвиконкомів зареєстровано 5 українських об'єднань, які представляють 10 громад і являють собою 4 центри впливу на розвиток української самобутності в Білорусі.
Динаміка демографії українців у країні:
- 1926 р. — 0,6 % населення;
- 1959 р. — 1,7 %;
- 1970 р. — 2,1 %;
- 1979 р. — 2,4 %;
- 1989 р. — 2,9 %;
- 1999 р. — 2,4 %.
- 2009 р. — 1,7 %.
- 2019 р. — 1,7 %.

Чисельність українців за регіонами, тис. (перепис 2009 року):
- Берестейська область — 40,0;
- Вітебська область — 14,6;
- Гомельська область — 30,9;
- Гродненська область — 15,0;
- Мінська область — 17,7;
- Мінськ — 27,4;
- Могильовська область — 13,1.

### Мови

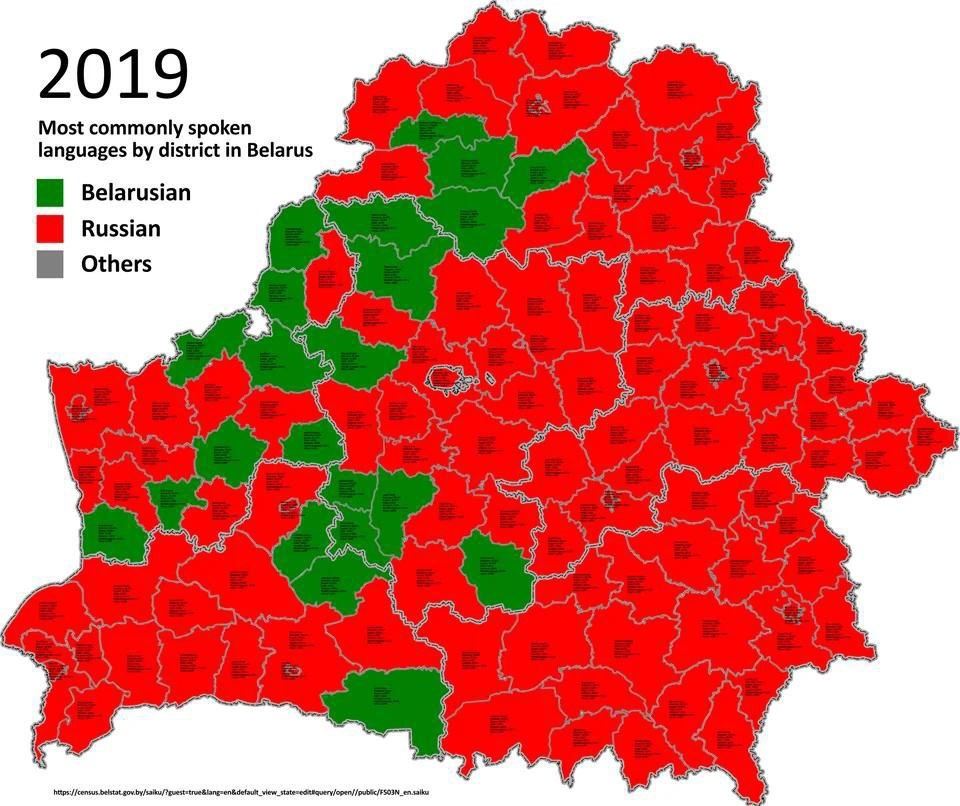
Розмовна мова населення в районах і міських радах Білорусі за переписом 2019 року.

Державні мови: білоруська, російська.
За даними перепису населення 2009 року, більшість населення — 5058,4 тис. (53,2 %) вказали рідною мовою білоруську. Це на 20 % менше, аніж під час перепису 1999 року. Російську мову вказали рідною 41,5 % населення, що майже вдвічі більше, аніж у 1999 році (24,1 %).
Серед міського населення білоруську назвали рідною 44,1 % населення, російську — 49,8 %. Серед сільського населення — 79,7 % та 17,7 % відповідно.
Більшість населення (70,2 %) вказали російську, як мову, що нею вони розмовляють вдома. Це на 7,4 % більше, ніж під час минулого перепису. Кількість людей, які вказали основною розмовною мовою білоруську скоротилось з 36,7 % у 1999 до 23,4 % у 2010.
Серед міського населення російську, як основну розмовну мову, назвали 81,9 % населення, а білоруську — 11,3 %. Серед сільського населення більшість назвала основною розмовною мовою білоруську — 58,7 % та російську — 36,2 %.
У XX ст. білоруська мова тільки протягом двох нетривалих періодів упритул наблизилася до здобуття реального статусу державної (у 20-х рр., до початку сталінських репресій, і в 1991—1995 pp.) Наприкінці існування Радянського Союзу (1990 р.) Верховна Рада Білоруської РСР ухвалила надзвичайно ліберальний «Закон про мови», що проголошував білоруську мову державною.
|                                         |                                            |                                                     |                                                       |
| Рідна мова населення Білорусі, 2009 рік | Розмовна мова населення Білорусі, 2009 рік | Розмовна мова міського населення Білорусі, 2009 рік | Розмовна мова сільського населення Білорусі, 2009 рік |

Після проведення в країні референдуму 1995 p., що більшість країн світу визнали нелегітимним, державна політика, спрямована на впровадження білоруської мови в різні сфери громадського життя, згортається. 1998 р. Національні збори Республіки Білорусь ухвалюють нову редакцію «Закону про мови», в якому проголошено державність білоруської й російської мов. Юридичне закріплення необов'язковості використання білоруської мови в офіційному вжитку спричинило майже повсюдне її витіснення зі структур державної влади. Більшість статей згаданого закону сформульовано таким чином, що в одночасному застосуванні двох мов немає ані найменшої потреби. Наприклад, у статті восьмій зазначено: «У Республіці Білорусь мовами діловодства й документації, а також мовами взаємостосунків державних органів, органів місцевого керування й самоврядування, підприємств, установ, організацій і громадських об'єднань є білоруська і (або) російська мова».
Наприкінці 80-х pp. XX ст. у Мінську не було жодної білоруськомовної школи. Від 1990-го до 1995-го кількість шкіл з білоруською мовою навчання невпинно зростала, а після цього періоду запанувала стійка зворотна тенденція. Так, у 1997—1998 навчальному році базову і середню освіту білоруською мовою здобувало майже 13,5 % столичних школярів, а в 1999—2000 — близько 11 % учнів Мінська.
У 2007—2008 рр. білоруською мовою навчалися 195,6 тис. учнів (18,4 % від загальної кількості), з них 14,7 тис. першокласників (16,7 %). Більшість білоруськомовних шкіл розташовані в сільській місцевості.
У містах білоруськомовну освіту отримують лише 1,9 % учнів. У 2009—2010 рр. в містах Білорусі існували лише 34 школи з викладанням білоруською мовою. Більшість з них (19) знаходились у Мінську та Мінській області, 5 шкіл у Гродненській області, по 3 у Брестській, Вітебській, Гомельській областях. Найменше — лише одна школа була Могильовській області. У багатьох містах (Брест, Могильов) білоруськомовні школи відсутні.
Усередині самої білоруської мови спостерігається розкол. Існують два альтернативні варіанти мови, «нормативний», що відповідає всім сучасним правилам, основна маса яких була прийнята під час перебування Білорусі в СРСР («Наркомівка») й більш «традиційний» варіант (Тарашкевиця), що використовується здебільшого серед опозиційних до білоруської влади засобах масової інформації та інших громадських колах. У 2007 році відбувся розкол білоруської Вікіпедії на дві. Також, через зросійщення, частина білорусів розмовляють сумішшю білоруської та російської — трасянкою.
Занепад білоруської мови та домінування російської в країні є наслідком тривалої політики зросійщення Білорусі, яку проводили за часів Російської імперії, Радянського Союзу і після проголошення незалежності республіки за режиму Лукашенка.

Частка населення, яке вказало, що спілкується білоруською мовою вдома за переписом 2009 року
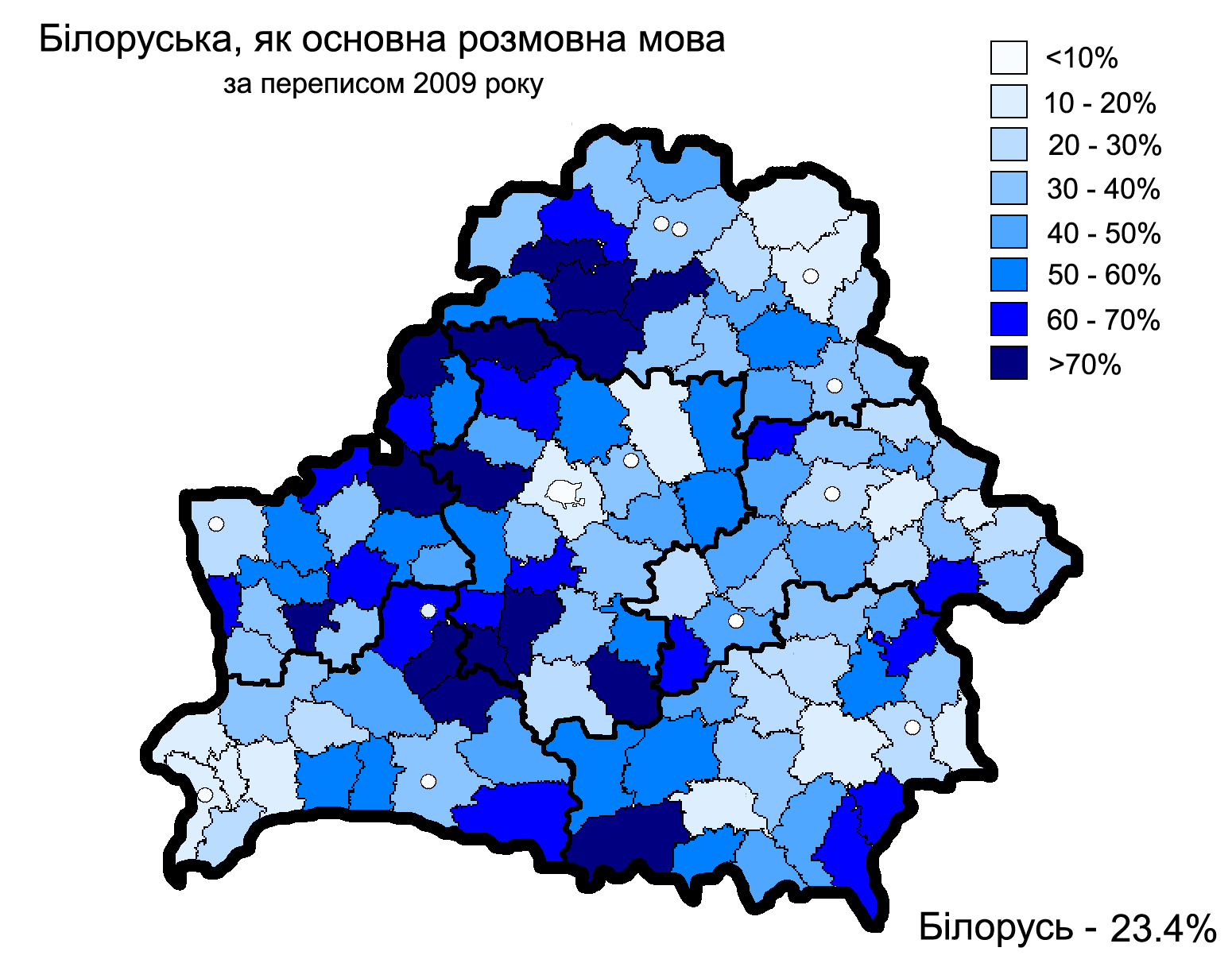
Все населення
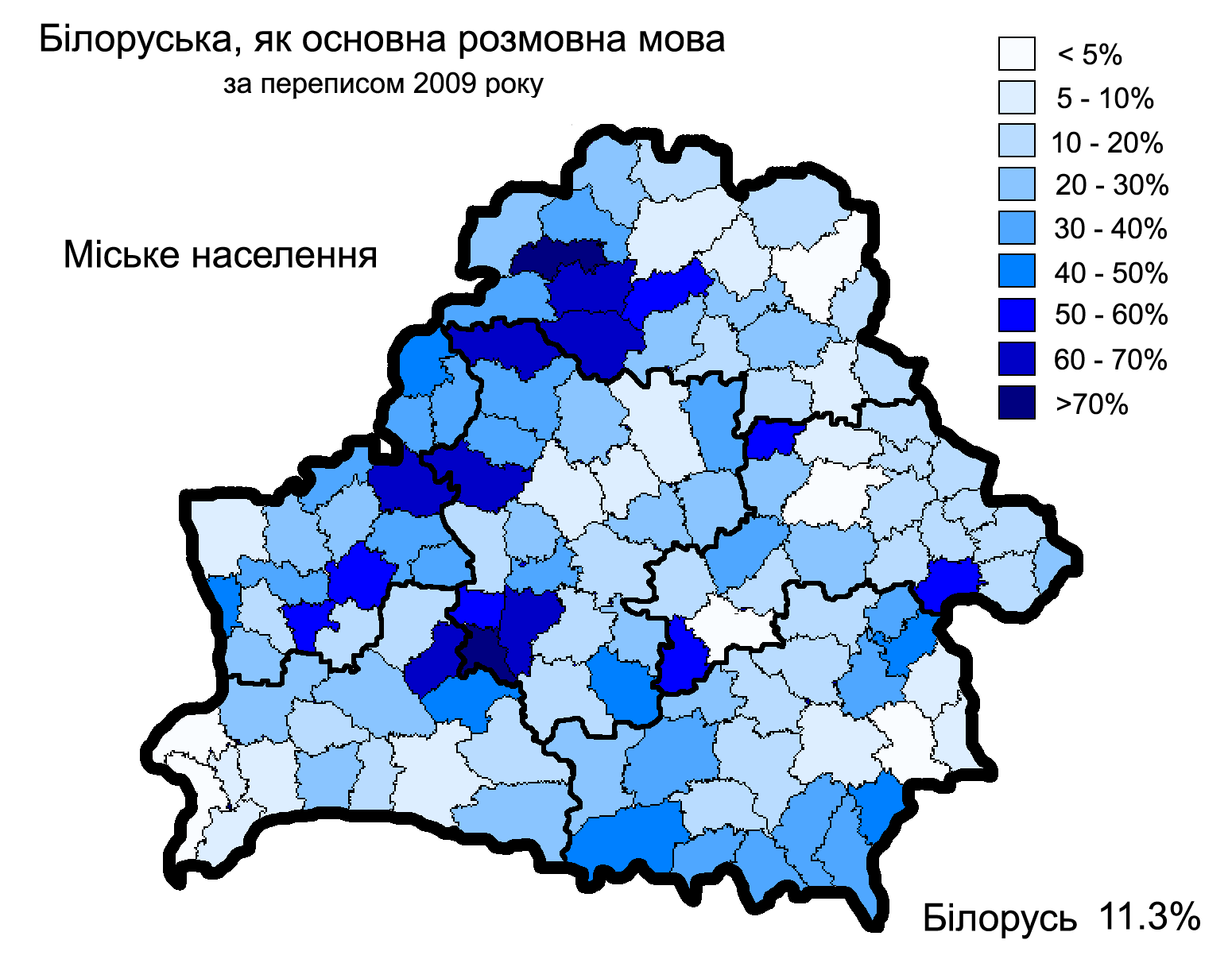
Міське населення
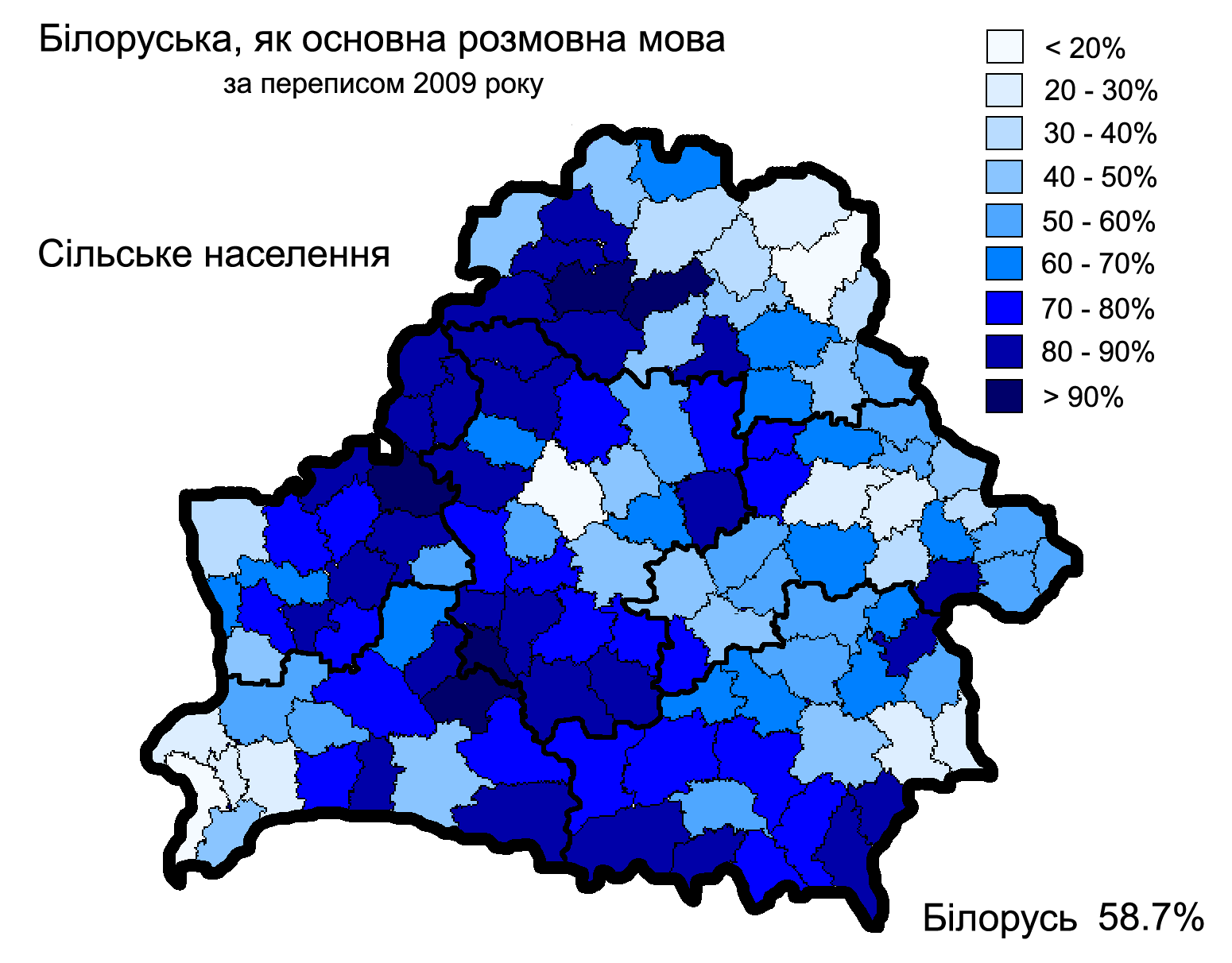
Сільське населення

Частка населення, яке вказало, що спілкується російською мовою вдома за переписом 2009 року
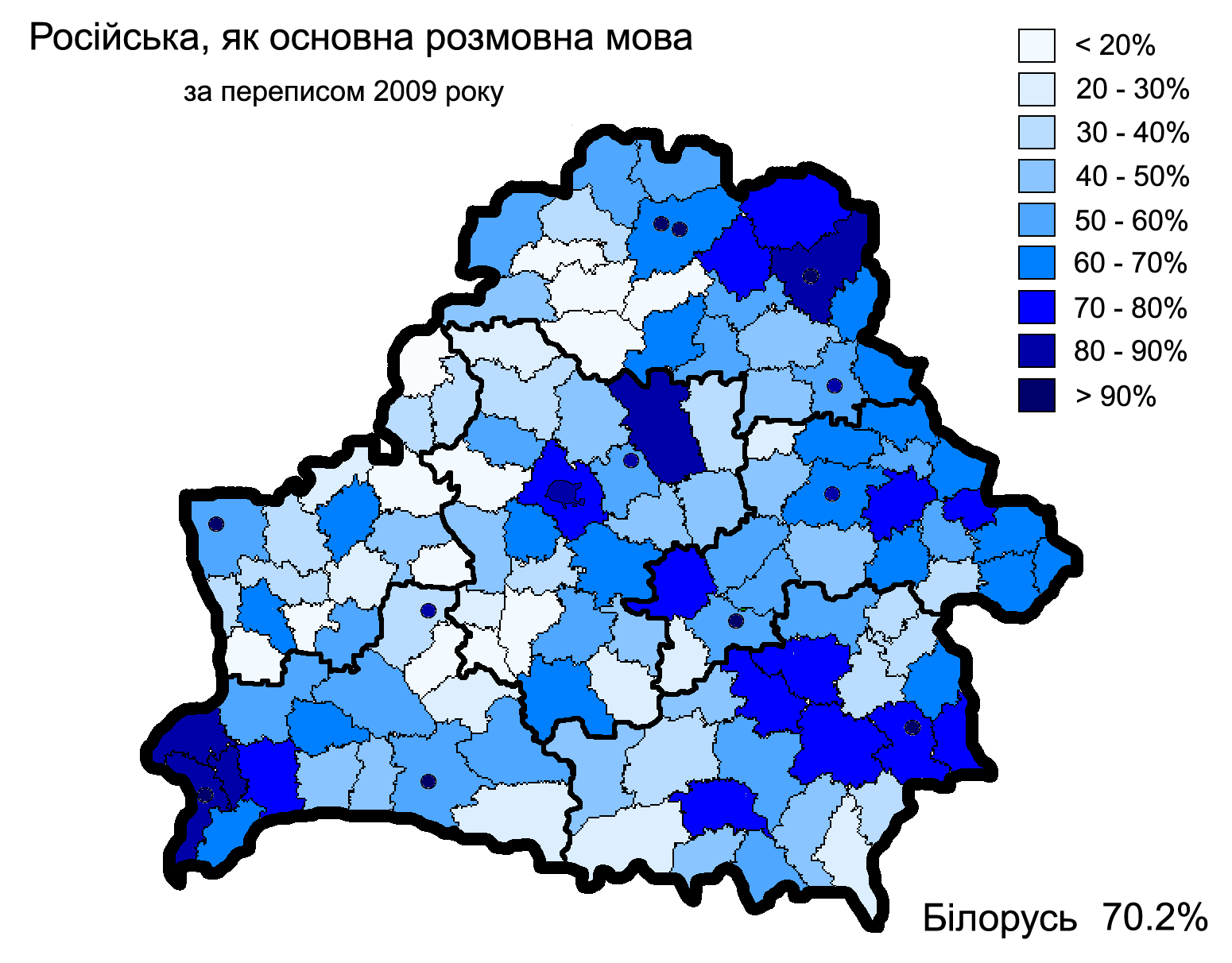
Все населення
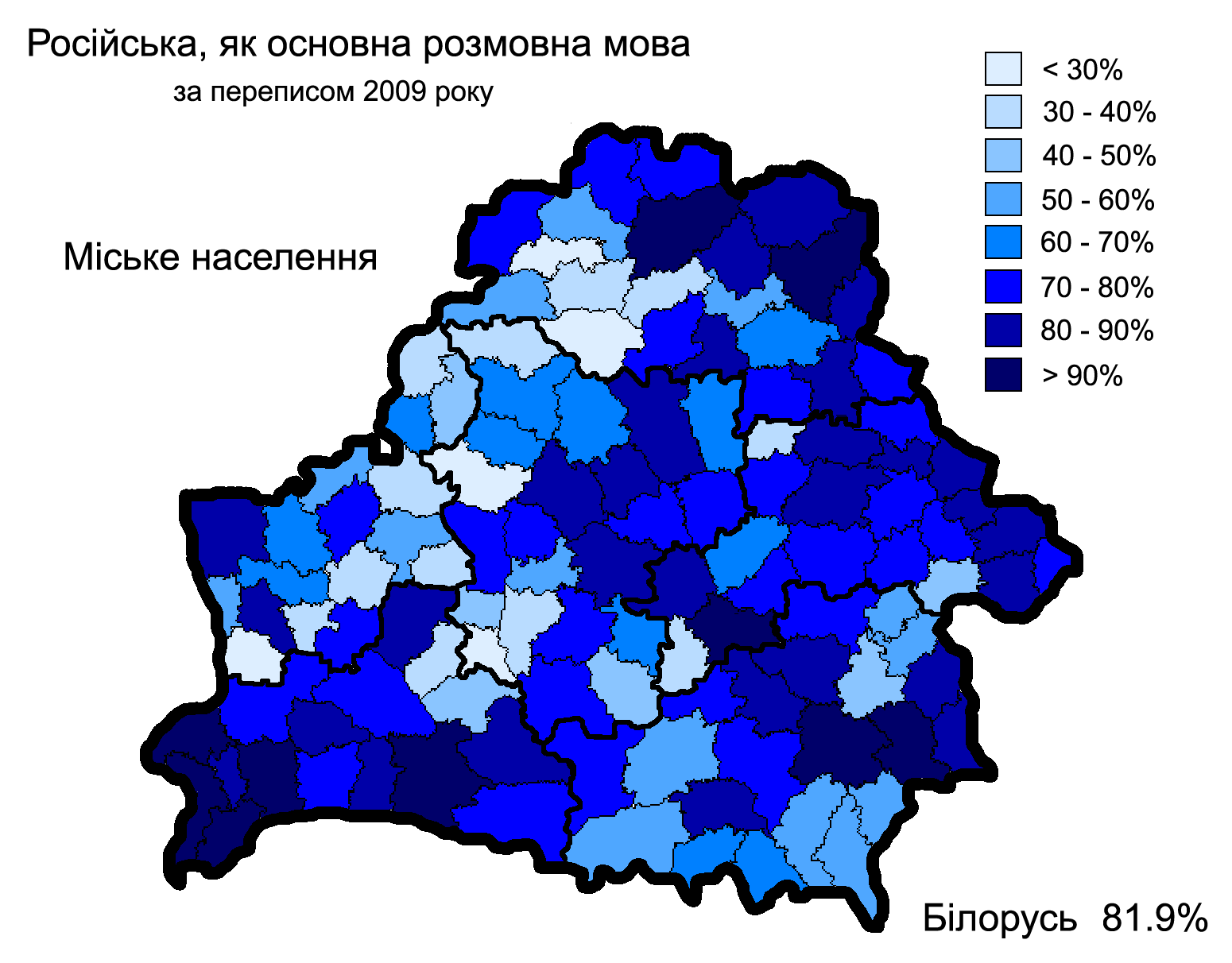
Міське населення
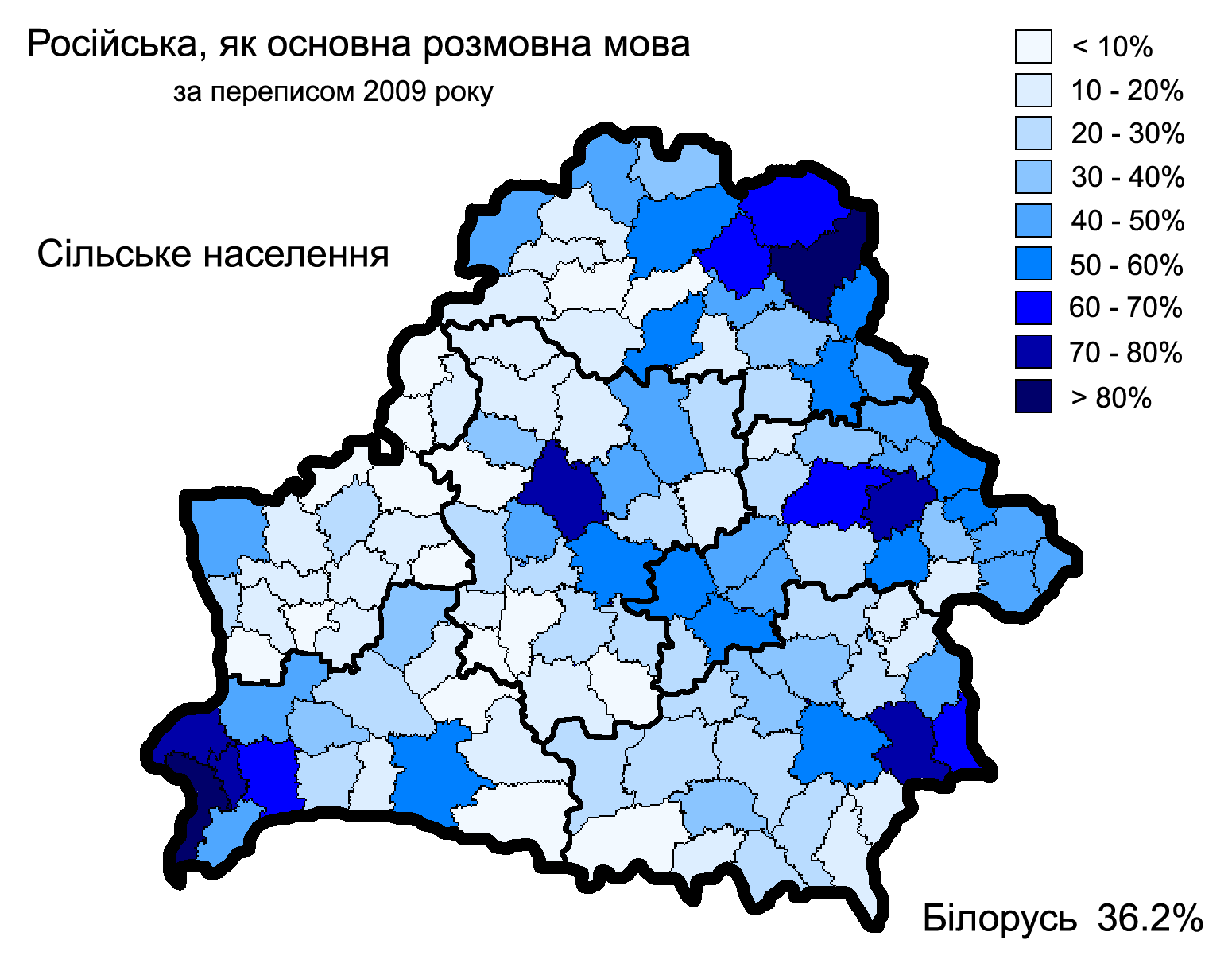
Сільське населення

| Регіон            | Білоруська | Російська | Українська | Польська |
| ----------------- | ---------- | --------- | ---------- | -------- |
| Берестейська обл. | 53,7 %     | 42,6 %    | 1,2 %      | <0,1 %   |
| Вітебська обл.    | 52,6 %     | 44,2 %    | 0,3 %      | 0,1 %    |
| Гомельська обл.   | 54,6 %     | 41,8 %    | 0,6 %      | <0,1 %   |
| Гродненська обл.  | 59,2 %     | 36,1 %    | 0,3 %      | 1,2 %    |
| м. Мінськ         | 35,2 %     | 52,6 %    | 0,4 %      | <0,1 %   |
| Мінська обл.      | 69,4 %     | 27,5 %    | 0,4 %      | <0,1 %   |
| Могильовська обл. | 55,1 %     | 41,9 %    | 0,3 %      | <0,1 %   |
| Білорусь          | 53,2 %     | 41,5 %    | 0,5 %      | 0,2 %    |

| Регіон            | Білоруська | Російська |
| ----------------- | ---------- | --------- |
| Берестейська обл. | 26,7 %     | 70,1 %    |
| Вітебська обл.    | 22,4 %     | 73,2 %    |
| Гомельська обл.   | 22,7 %     | 72,0 %    |
| Гродненська обл.  | 35,1 %     | 56,5 %    |
| м. Мінськ         | 5,8 %      | 82,1 %    |
| Мінська обл.      | 38,9 %     | 56,0 %    |
| Могильовська обл. | 19,6 %     | 76,5 %    |
| Білорусь          | 23,4 %     | 70,2 %    |

### Релігії
Головні релігії держави: православ'я — 80 % населення, греко-католицтво — 17,7 % (проживають переважно у Гродненській, Мінській та Вітебській областях).
Наприкінці XVIII ст. 70 % населення належало до греко-католицької церкви, 15 % були католиками, 7 % — юдеями й лише 6 % — православними. Однак у 1839 році греко-католицькі архієреї ухвалили рішення про приєднання до Греко-Російської Православної Церкви, у православ'я перейшли близько 1,6 млн осіб.
Станом на 1 вересня 2009 р. в Республіці Білорусь було зареєстровано 3094 релігійні громади, які представляли 25 конфесій і релігійних напрямів. Крім того, існувало 158 релігійних організацій, що мали загальноконфесіональне значення (релігійні об'єднання, монастирі, місії, братства, сестринства, духовні навчальні заклади). Вірянами у 2011 р. назвали себе 58,9 % населення. Основними конфесіями є православ'я (80—82 % серед осіб, що назвали себе вірянами) та католицизм (10—12 %).

### Охорона здоров'я
Очікувана середня тривалість життя в 2006 році становила 69,1 року: для чоловіків — 63,5 року, для жінок — 75 років. Смертність немовлят до 1 року становила 13 ‰ (станом на 2006 рік). Населення забезпечене місцями в стаціонарах лікарень на рівні 1 місце на 76 жителів; лікарями — 1 лікар на 248 жителів (станом на 1996 рік). Витрати на охорону здоров'я в 1990 році склали 3,2 % від ВВП країни.
У 2006 році 100 % населення було забезпечено питною водою.

### Освіта
Рівень письменності в 2003 році становив 99,6 %: 99,8 % серед чоловіків, 99,5 % серед жінок.
Дошкільна освіта в Білорусі є першим рівнем основної освіти, що закріплено в редакції Закону Республіки Білорусь «Про освіту в Республіці Білорусь» (19 березня 2002 р., розділ IV). Відповідно до Закону, в рамках цілісної системи освіти Республіки Білорусь дошкільний рівень покликаний забезпечити всебічний розвиток дитини. Заклади дошкільної освіти розрізняються за типами та профілем роботи з дітьми. Для дітей до 6 років існують такі типи дошкільних установ, як ясла, ясла-садок, дитячий садок, дитячий садок-школа. За профілем вони поділяються на заклади загального призначення, з поглибленою спрямованістю, санаторні дошкільні установи, спеціальні дошкільні заклади для дітей з особливостями психофізичного розвитку, дошкільні центри розвитку дитини. Станом на 01.01.2008 року у Білорусі було 4109 закладів дошкільної освіти, які відвідувало 365 298 дітей. Розвиваються нові форми організації дошкільної освіти з короткочасним режимом перебування дітей у дошкільних установах від 2 до 7 годин. У 2008 році діяло 376 таких груп.
Середня освіта — наступний етап в отриманні освіти в Республіці Білорусь. Отримати його можна в загальноосвітніх школах і гімназіях. Навчання на цьому рівні починається з 6 років. Сучасна модель загальноосвітньої школи поділяється на кілька ступенів:
- Перший ступінь — загальна початкова освіта. Період навчання триває 4 роки, з 1-го по 4-й класи.
- Другий ступінь — загальна базова освіта. Період навчання: початкова освіта, потім — з 5-го по 9-й класи.
- Третій ступінь — загальна середня освіта. Його отримують ті учні, які закінчили базову школу і продовжили навчання у 10-му і 11-му класах загальноосвітньої середньої школи.

Загальну середню освіту можна отримати і в професійно-технічних і середніх спеціальних навчальних закладах, прийняття до яких здійснюється після закінчення базової школи. В останні роки в навчальних закладах Республіки Білорусь існує 10-бальна система оцінки знань.
|                                            |                                                            |                                                             |                                             |
| Частка населення з вищою освітою, 2009 рік | Частка населення із загальною початковою освітою, 2009 рік | Частка учнів шкіл із білоруською мовою викладання, 2009 рік | Кампус Білоруського державного університету |

Вища освіта у Білорусі представлена 43 державними вищими навчальними закладами (з них 31 університет, 6 академій, 2 інститути, 4 вищих коледжі), а також 12 вишами приватної форми власності. У Білорусі проведено ліцензування освітньої діяльності всіх вишів незалежно від форми власності. Білоруський державний університет і Білоруський національний технічний університет є провідними вищими навчальними закладами в національній системі освіти. Вища школа готує фахівців за 360 спеціальностями і за більше ніж 2 тис. спеціалізацій.

### Інтернет
У 2001 році всесвітньою мережею Інтернет у Білорусі користувались 50 тис. осіб.
У 2016 році був впроваджений зв'язок четветого покоління за технологією LTE. Цей зв'язок доступний поки що лише у великих містах, тобто обласних центрах.

## Культура

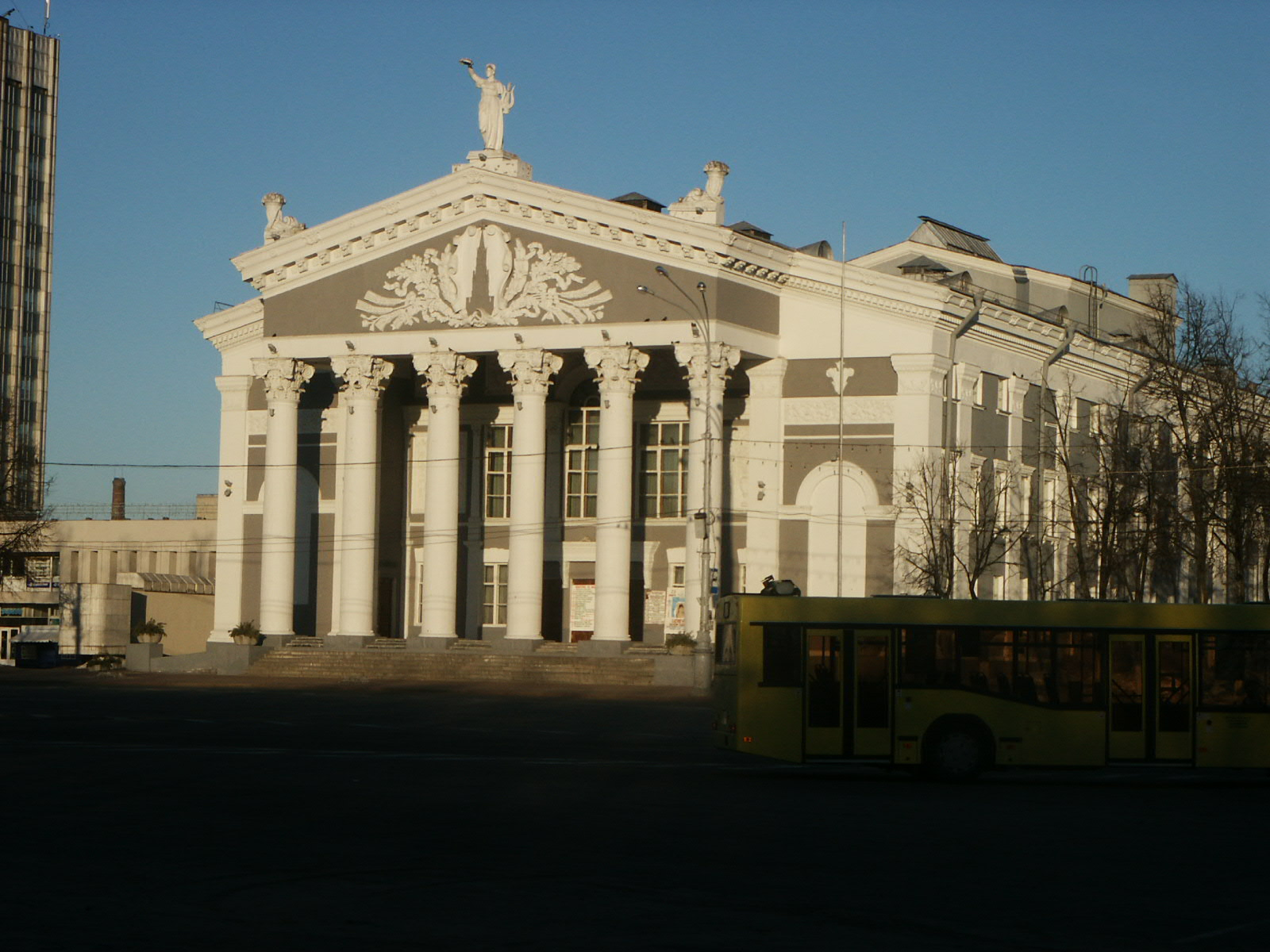
Обласний драматичний театр, Гомель

У Республіці Білорусь близько 13 тис. установ культури — театрів, цирків, вищих і середніх навчальних закладів, музеїв, музеїв-заповідників і меморіальних комплексів. Близько 60 з них — республіканського підпорядкування. У їхньому числі Національна кіностудія «Беларусьфільм», Національна бібліотека Білорусі, Білоруський державний інститут проблем культури, Республіканський центр національних культур, Державний регістр кіновідеофільмів і кіновідеопрограм. Бібліотечна система країни включає близько 10 тис. публічних і спеціальних бібліотек, сукупного обсягу фонду — близько 250 млн примірників.

### Кухня
Білоруська кухня в основному складається з овочів, м'яса й хлібів. За традиційними методами кулінарії, які були широко поширені до «радянської ери» у Білорусі, харчові продукти або повільно готуються, або тушкуються. Типовий білорус вдень їсть дуже легкий сніданок і щільний обід з вечерею. Остання є основною їжею дня. При привітанні гостя, як і в Україні, пропонують хліб із сіллю для демонстрації гостинності.

### Свята
- 1 січня — Новий рік
- 7 січня — Різдво Христове
- 8 березня — Міжнародний жіночий день
- 1 травня — Міжнародний день праці
- 9 травня — День перемоги
- 3 липня — День Республіки (головне державне свято)
- 7 листопада — День Жовтневої революції
- 25 грудня — Різдво Христове (за календарем католицької конфесії)
- Змінна дата — Пасха (Великдень)
- Змінна дата — Проводи

### Народний одяг
Традиційний білоруський одяг походить з Київської Русі. Враховуючи білоруський клімат, був потрібен одяг, який би зберігав людину в теплі. Одяг білорусів складався з льону або вовни й був прикрашений декоративними орнаментами, які певний час перебували під впливом культур своїх сусідів: поляків, литовців, латвійців, росіян та інших європейських народів. Кожен з білоруських регіонів має окремий, унікальний орнамент. Орнамент, використаний на деяких стародавніх сукнях, зараз відображений на державному прапорі Білорусі.

### Наука

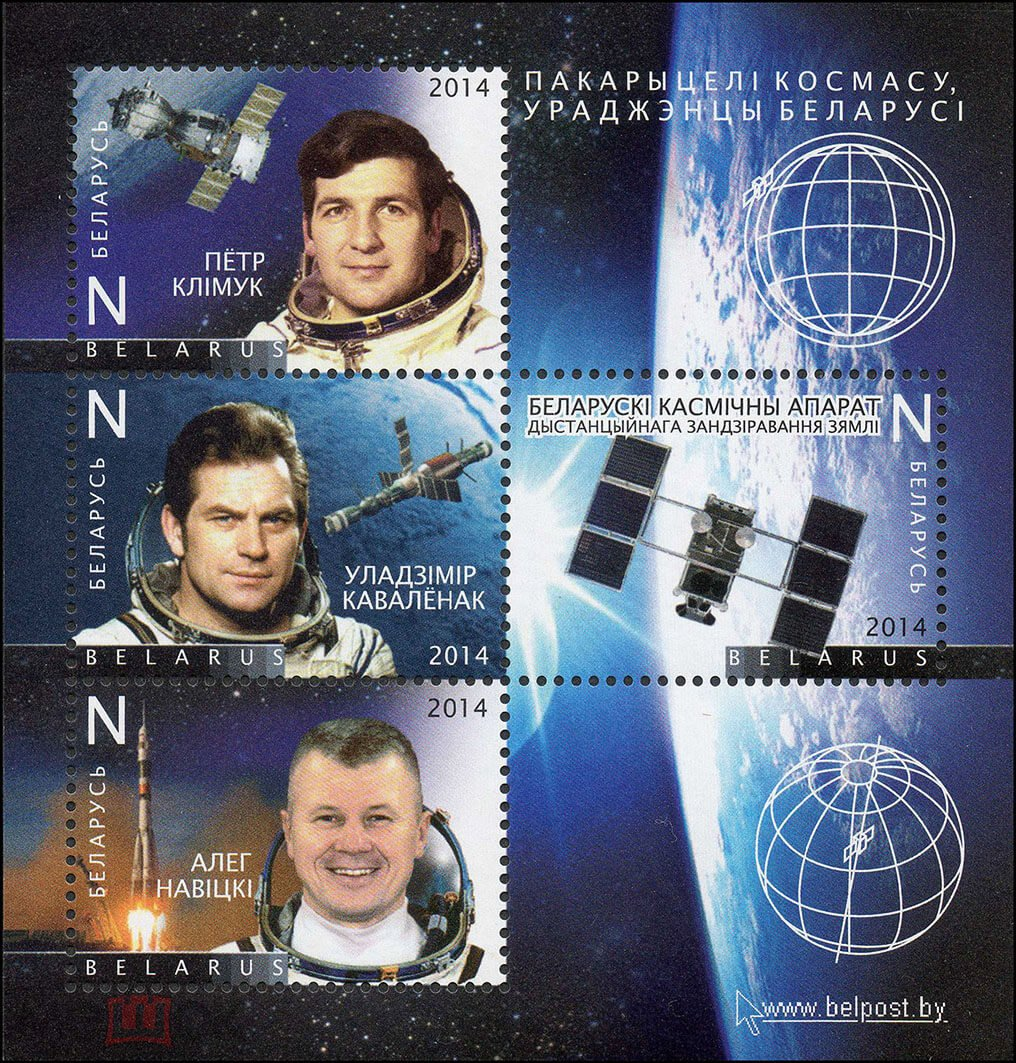
Космонавти, уродженці Білорусі

В Білорусі існує Національна академія наук Білорусі [Архівовано 7 травня 2020 у Wayback Machine.]. Також, наукові дослідження проводяться в університетах.

### Спорт
До 1991 року білоруські клуби брали участь у різноманітних лігах чемпіонату СРСР. Найкращий результат — перемога в чемпіонаті країни мінського «Динамо» 1982 року. У 2008 році футбольний клуб «БАТЕ Борисів» пробився до групової стадії Ліги Чемпіонів, зігравши у групі з мадридським «Реалом», туринським «Ювентусом» та Санкт-Петербурзьким «Зенітом». Білоруси взяли три пункти, що, зважаючи на стан спорту в Білорусі, є досить високим результатом. Найкращим результатом білоруської збірної було 36 місце в рейтингу ФІФА (січень 2011), однак білоруська збірна ніколи не потрапляла на чемпіонати світу та Європи.
Хокей у Білорусі є пріоритетним видом спорту. У 2010 році відбувся світовий чемпіонат серед юніорів, а у 2014 році Білорусь приймала чемпіонат світу з хокею. Для цього в Мінську зведено «Мінськ-Арену» на 15 040 глядачів та зводиться «Чижівка-Арена» на 7500 глядачів.

## Галерея

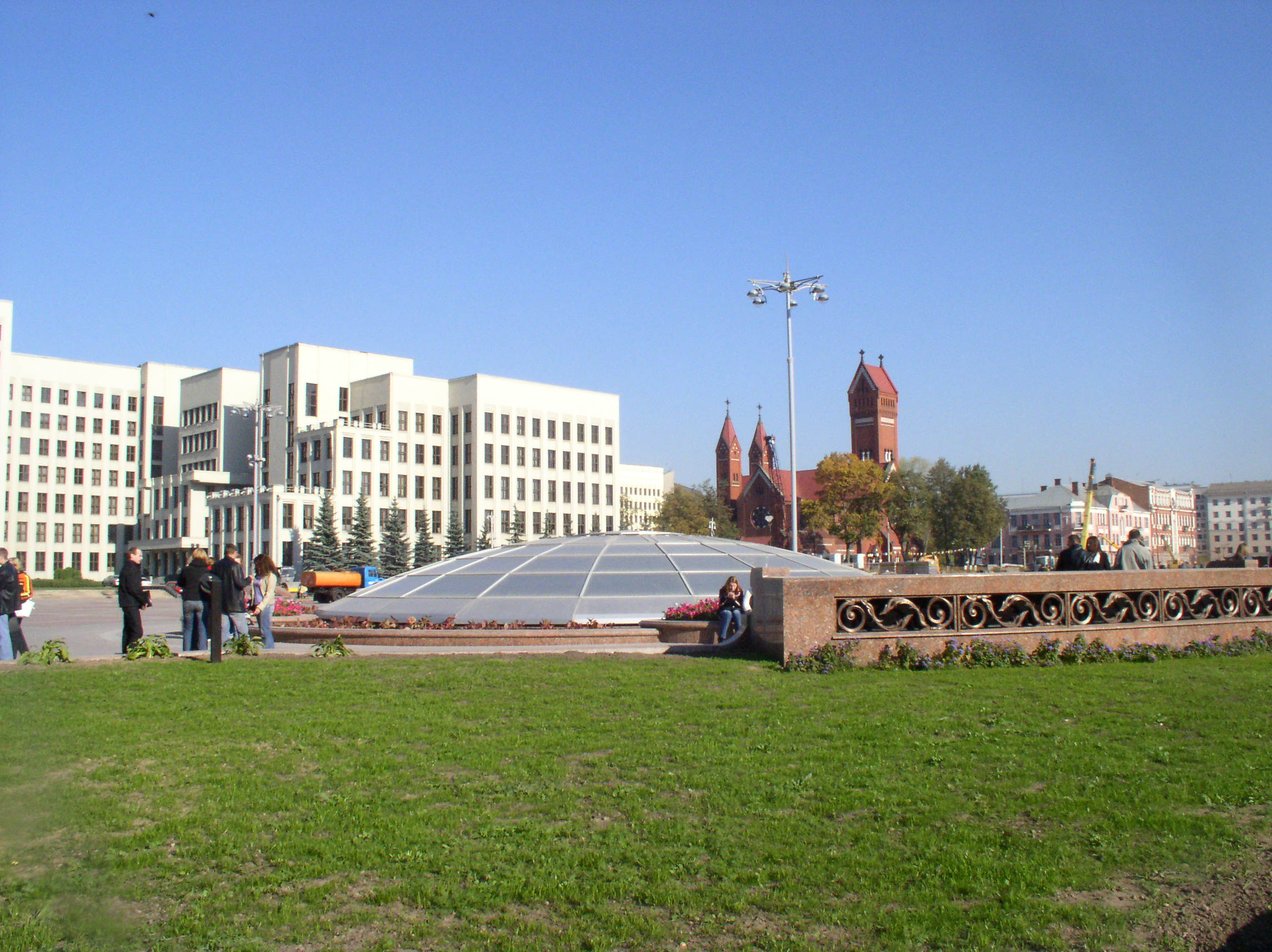
Площа Незалежності, Мінськ
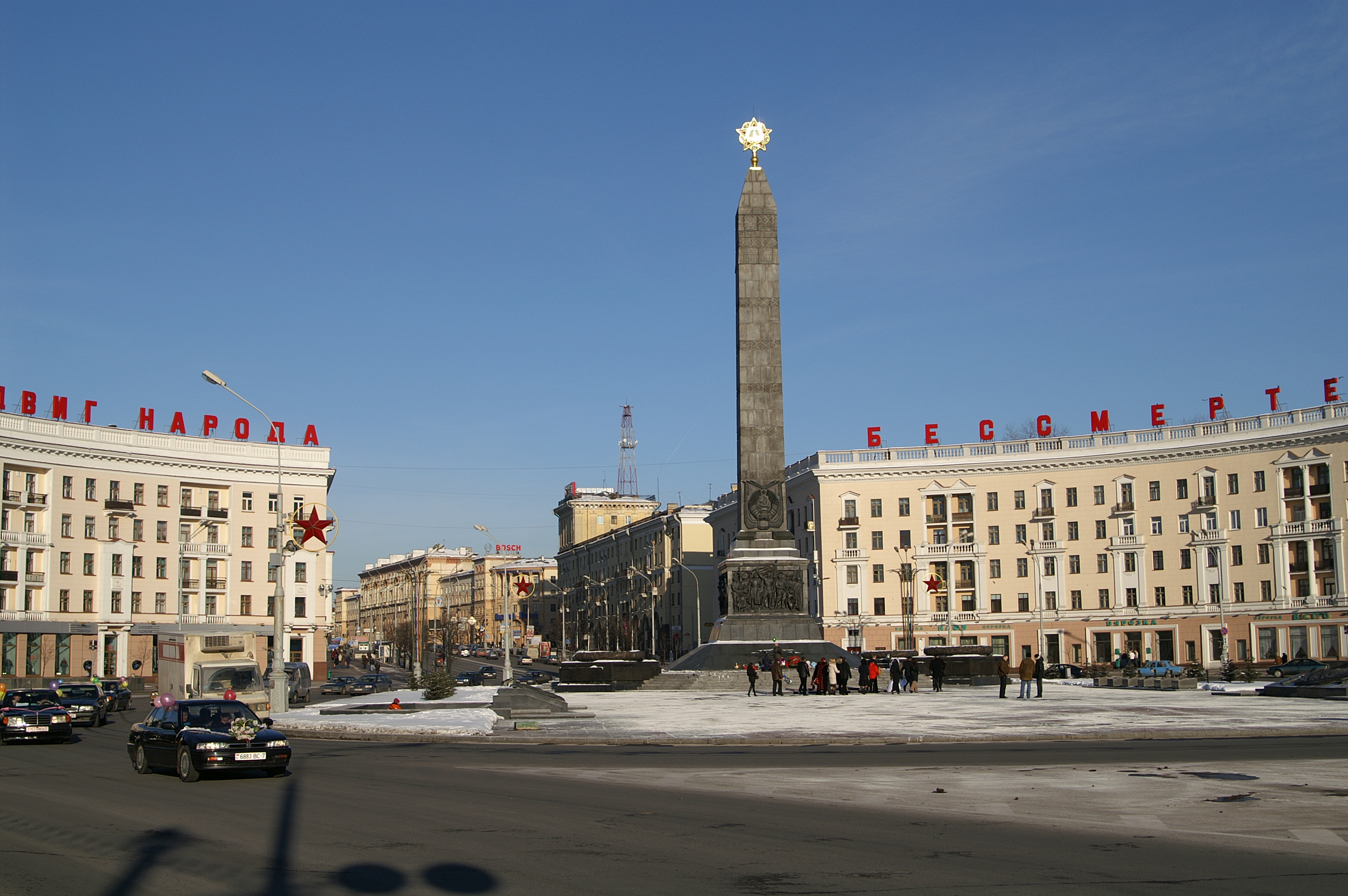
Площа Перемоги, Мінськ
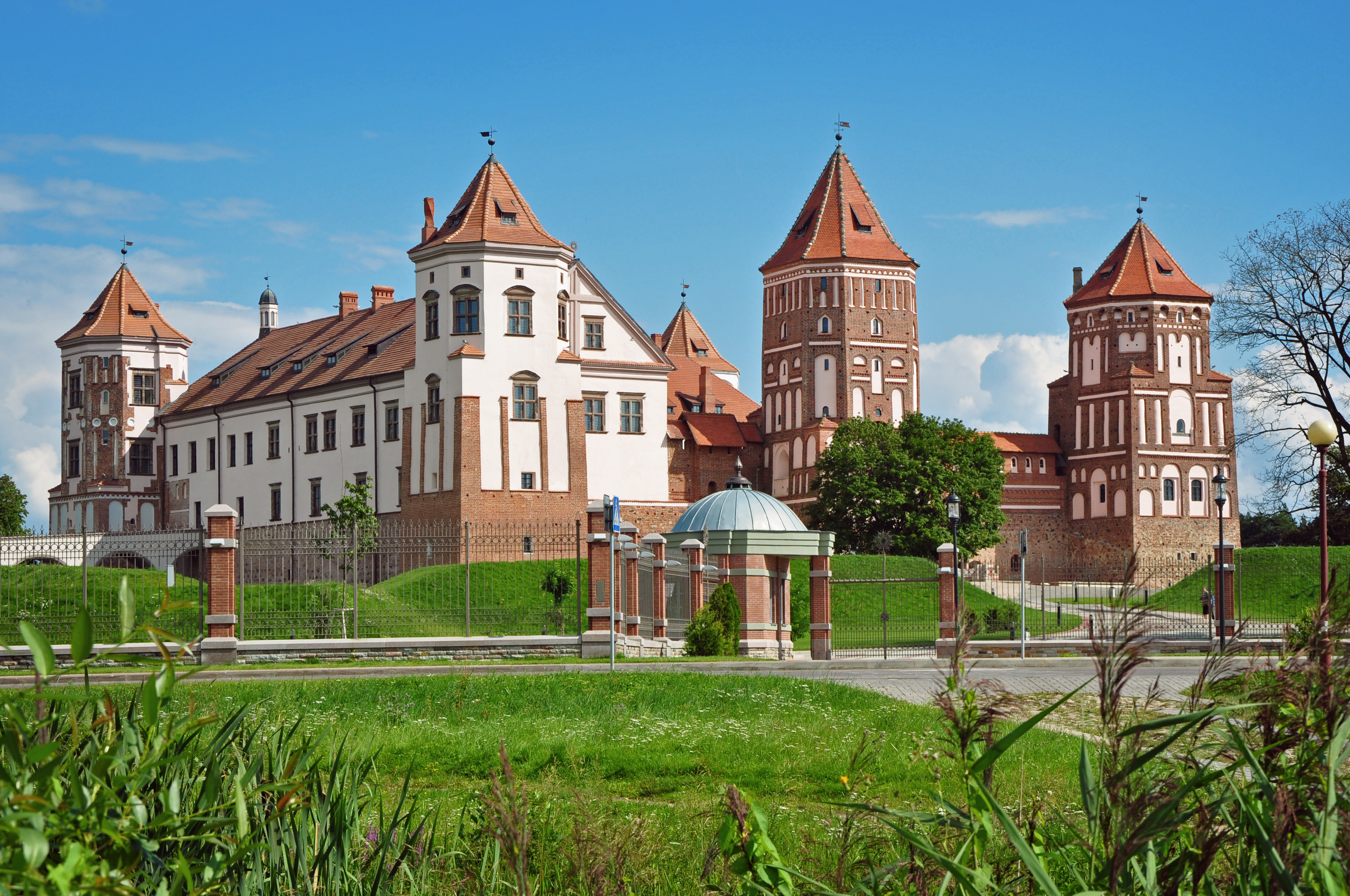
Мірський замок, Мір
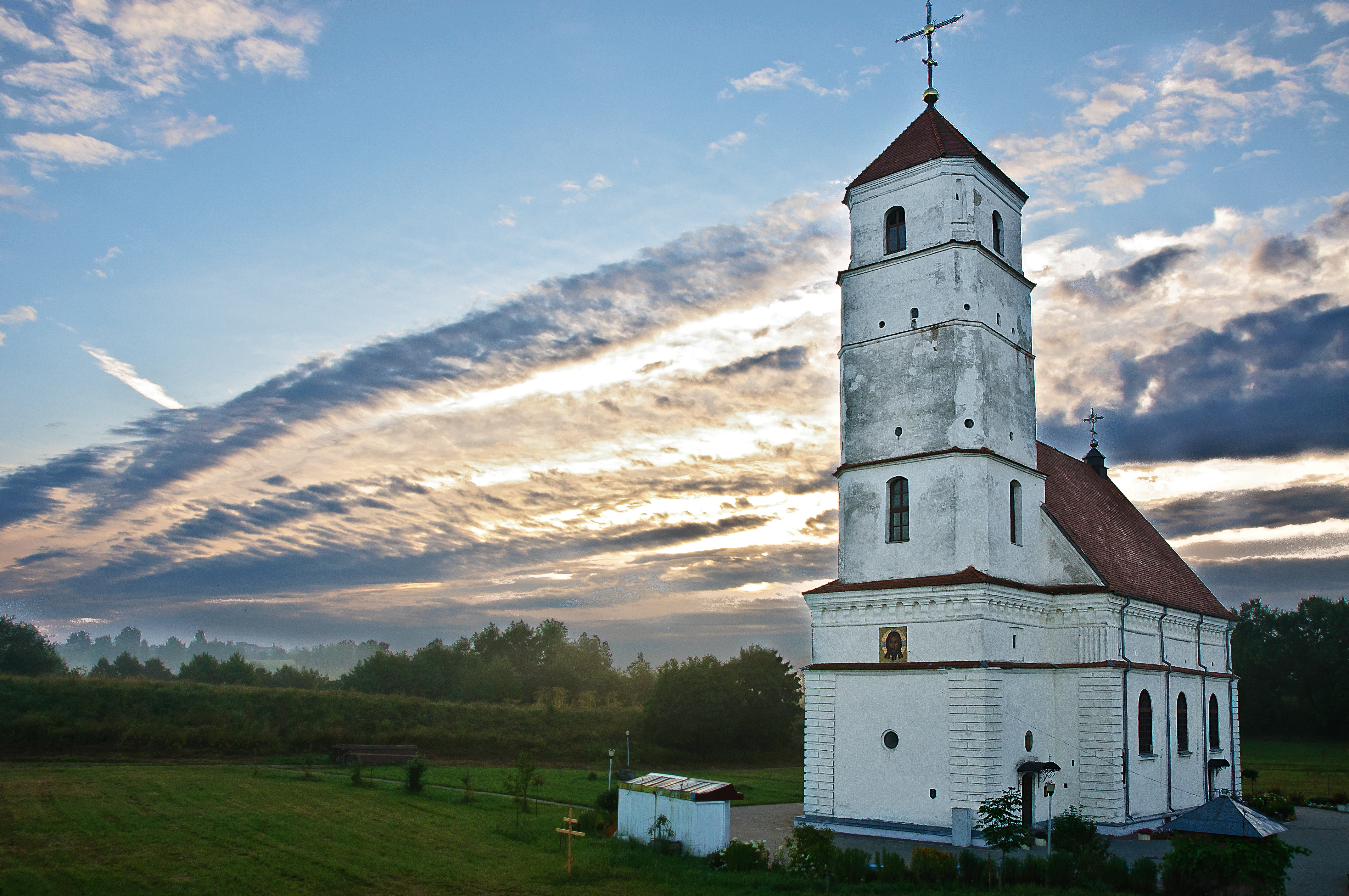
Спасо-Преображенська церква, Заславль
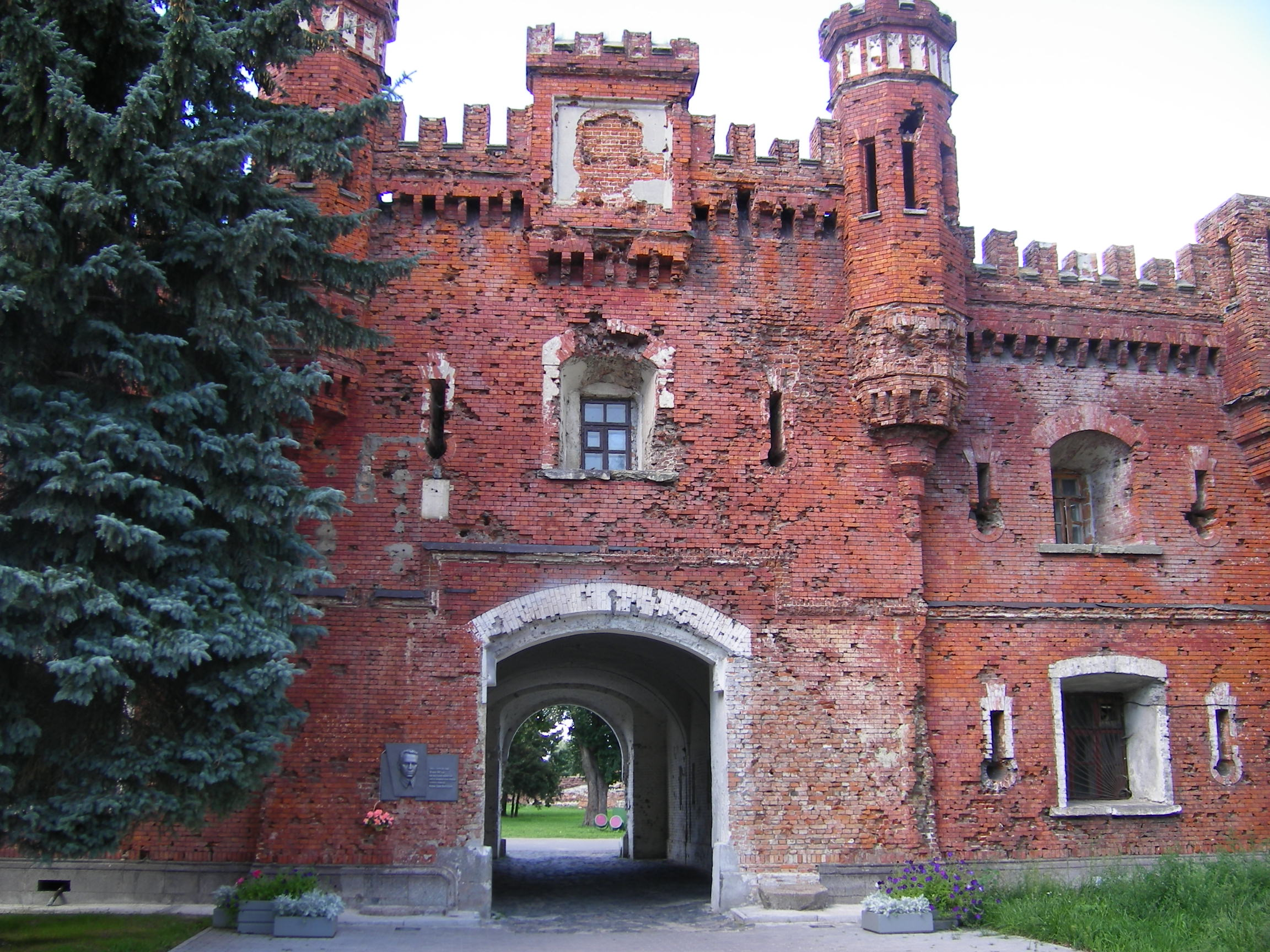
Брестська фортеця
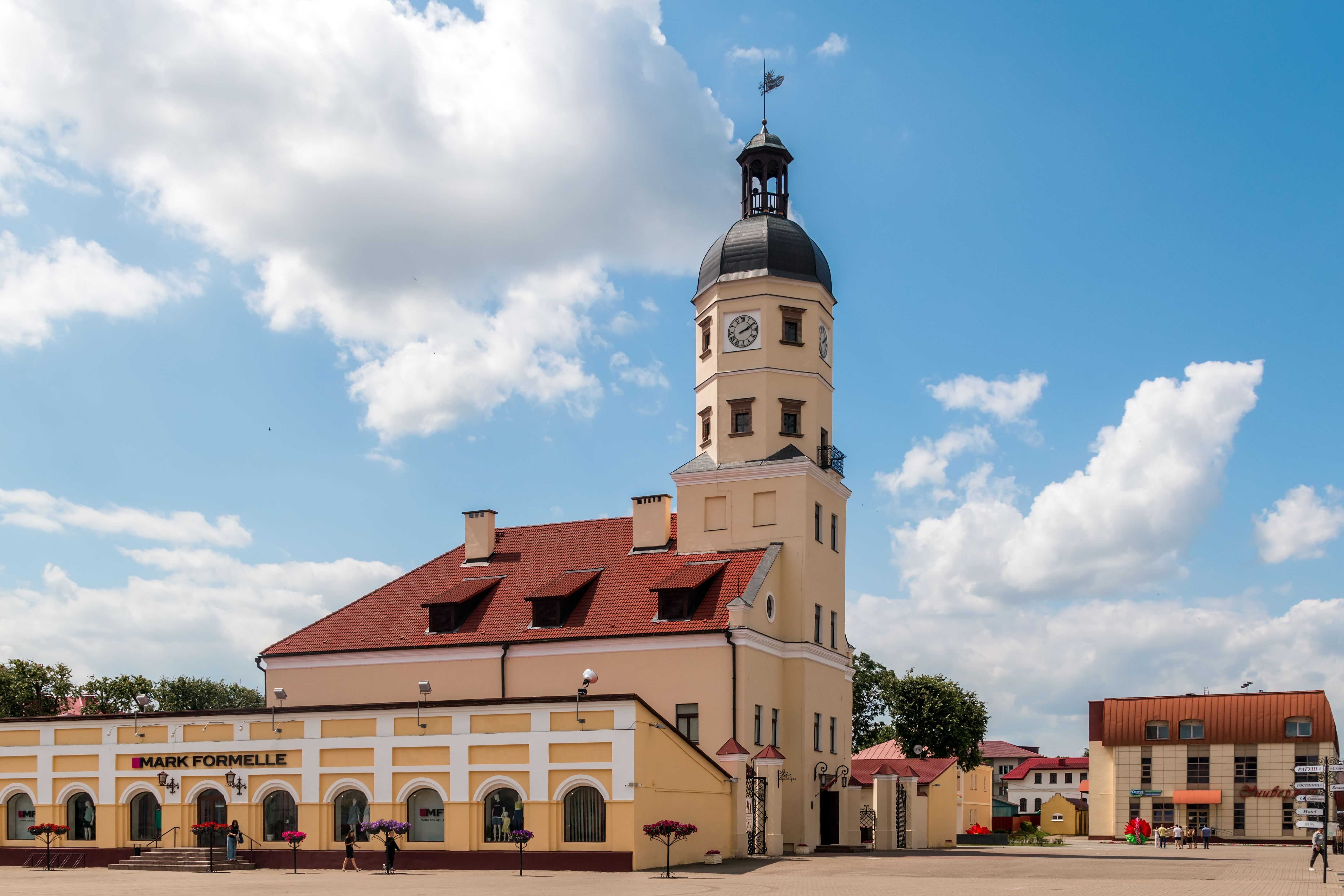
Ратуша й торговельні ряди, Несвіж
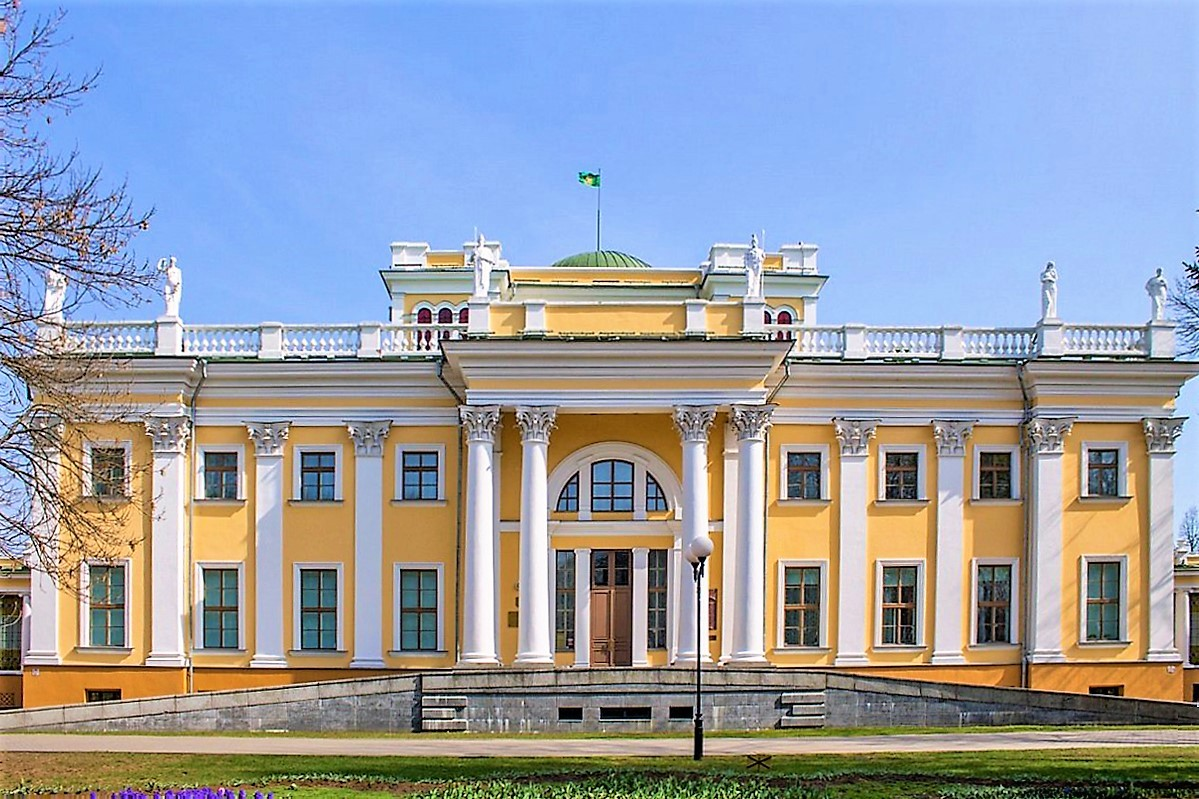
Палац Рум'янцевих і Паскевичів
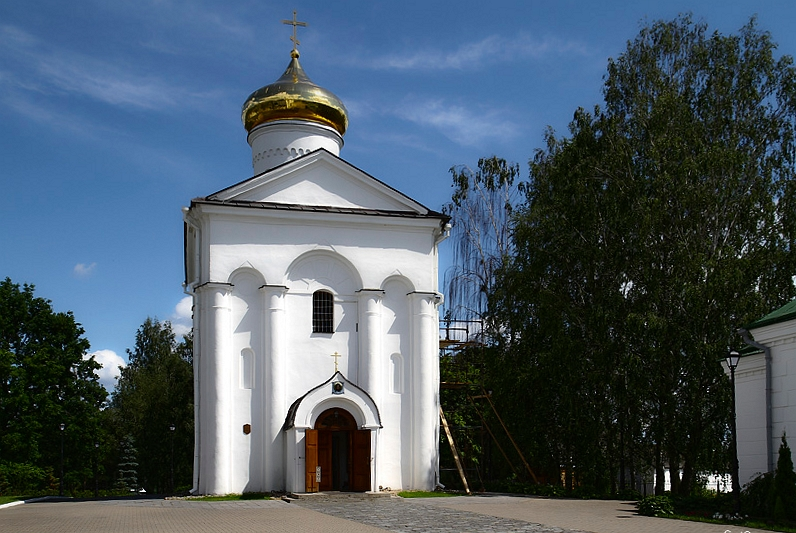
Спасо-Преображенська церква, Полоцьк
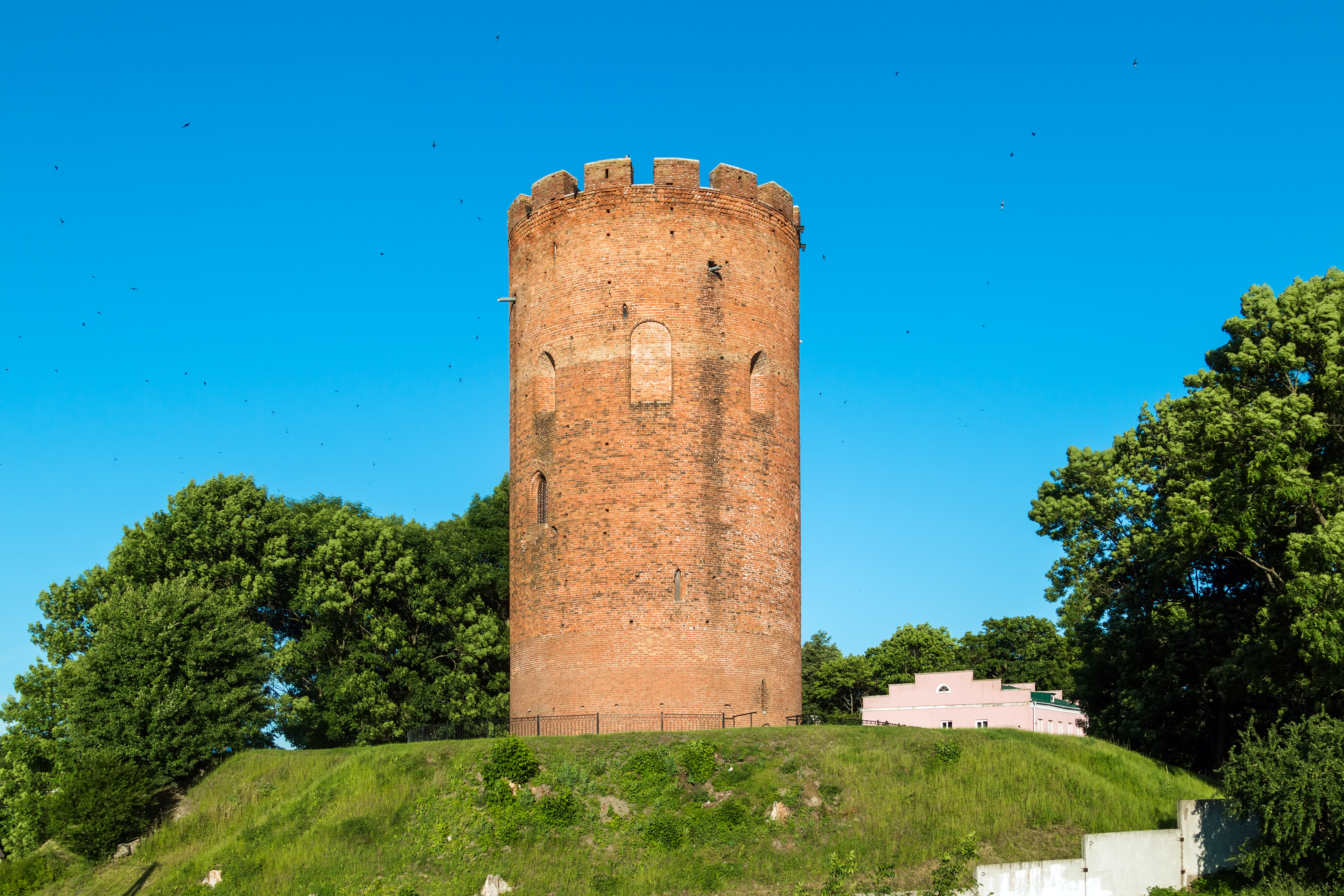
Кам'янецька вежа